# William McKinley
Vous lisez un « bon article » labellisé en 2013.
Pour les articles homonymes, voir McKinley.
Ne doit pas être confondu avec William B. McKinley.
William McKinley, né le 29 janvier 1843 à Niles (Ohio) et mort assassiné le 14 septembre 1901 à Buffalo (État de New York), est un homme d'État américain. Il est le 25e président des États-Unis, en fonction de 1897 à sa mort.
McKinley commence la guerre de Sécession en tant que soldat et la termine avec le grade de major breveté. Après la guerre, il s'installe à Canton dans l'Ohio où il commence une activité de juriste et se marie avec Ida Saxton. En 1876, il est élu à la Chambre des représentants des États-Unis où il devient spécialiste républicain des droits de douane protectionnistes qui selon lui apporteraient la prospérité. Sa proposition d'augmenter fortement les droits de douane par le McKinley Tariff est très critiquée et la controverse associée au gerrymandering démocrate lui coûtent son siège lors des élections de 1890. Il est élu au poste de gouverneur de l'Ohio en 1891 et en 1893 où il essaie d'équilibrer les intérêts du capital et ceux des travailleurs. Avec l'aide de son proche conseiller Marcus Hanna, il obtient la nomination républicaine pour l'élection présidentielle de 1896 dont l'enjeu principal est la crise économique qui frappe le pays. Il bat son adversaire démocrate, William Jennings Bryan, en défendant une « monnaie saine » et en promettant que des droits de douane élevés restaureraient la prospérité sans forte inflation.
La présidence de McKinley est marquée par une rapide croissance économique. Il défend le Dingley Act de 1897 destiné à protéger les industries américaines de la compétition étrangère et en 1900 il obtient le vote du Gold Standard Act, mettant fin au bimétallisme. McKinley essaie de persuader l'Espagne de vendre Cuba alors en guerre, mais après l'échec des négociations, il entraîne les États-Unis dans la guerre hispano-américaine. La victoire américaine est rapide et décisive ; par le traité de Paris de 1898, l'Espagne transfère le contrôle de ses territoires de Porto Rico, Guam et les Philippines aux États-Unis ; Cuba devient un protectorat américain. La république d'Hawaï, alors indépendante, rejoint les États-Unis en 1898 avec le statut de territoire.
McKinley est réélu contre Bryan en 1900. Il est cependant assassiné par un anarchiste en septembre 1901 et son vice-président, Theodore Roosevelt, lui succède. Les historiens considèrent la victoire de McKinley en 1896 comme un tournant de la politique américaine qui marque le début de l'ère progressiste dominée par le Parti républicain.

## Biographie

### Jeunesse

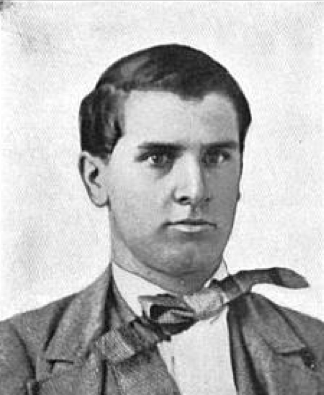
William McKinley à l'âge de 15 ans.

William McKinley, Jr. est né le 29 janvier 1843 à Niles dans l'Ohio. Il était le septième enfant de William et Nancy (Allison) McKinley,. Les ancêtres de la famille McKinley étaient des Anglais et des Écossais qui s'étaient installés dans l'Ouest de la Pennsylvanie au XVIIIe siècle. William McKinley, Sr. était né dans le comté de Mercer en Pennsylvanie, et sa famille déménagea à New Lisbon (aujourd'hui Lisbon) dans l'Ohio alors qu'il était enfant. Il y rencontra Nancy Allison en 1829 et ils se marièrent la même année,. La famille Allison faisait partie des premiers colons anglais de Pennsylvanie. Les deux familles travaillaient dans la métallurgie et McKinley, Sr. gérait des fonderies à New Lisbon, Niles, Poland et Canton,,.
Les parents de McKinley, Jr. étaient, comme la plupart des familles de la Connecticut Western Reserve, favorables au parti whig et à l'abolition de l'esclavage,,. La famille était profondément méthodiste et le jeune William poursuivit cette tradition en s'impliquant au sein de l'église méthodiste locale à l'âge de 16 ans, ; il resta toute sa vie un pieux méthodiste. En 1852, la famille déménagea de Niles à Poland pour que les enfants disposent d'une meilleure éducation. McKinley fut diplômé en 1859 et il entra à l'Allegheny College (en) de Meadville en Pennsylvanie l'année suivante. Il n'y resta qu'un an avant de retourner à sa maison en 1860 après être tombé malade et en dépression,. Sa santé s'améliora mais sa famille n'avait plus les moyens de payer ses études et il travailla en tant qu'employé des postes puis comme instituteur dans une école près de Poland,.

### Guerre de Sécession

#### Virginie-Occidentale et Antietam

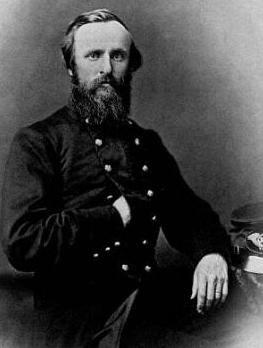
Rutherford B. Hayes fut le mentor de McKinley durant et après la guerre.

Au déclenchement de la guerre de Sécession, des milliers d'hommes de l'Ohio se portèrent volontaires pour rentrer dans l'armée. McKinley et son cousin William McKinley Osbourne s'engagèrent en tant que soldats dans l'unité récemment créée des Poland Guards en juin 1861,. L'unité rallia Columbus où elle fusionna avec d'autres troupes pour former le 23e régiment d'infanterie de l'Ohio. Les soldats furent déçus d'apprendre que, contrairement aux anciens régiments de volontaires de l'Ohio, ils ne pourraient pas élire leurs officiers qui seraient désignés par le gouverneur de l'Ohio, William Dennison. Ce dernier nomma le colonel William Starke Rosecrans à la tête du régiment et les hommes commencèrent à s'entraîner dans les faubourgs de Columbus. McKinley s'habitua rapidement à la vie de soldat et il écrivit une série de lettres enthousiastes au journal de sa ville concernant l'armée et la cause de l'Union. Des retards dans la livraison d'uniformes et d'armes ravivèrent les tensions entre les hommes et leurs officiers mais le major Rutherford B. Hayes parvint à les convaincre d'accepter ce que le gouvernement leur avait fourni ; sa manière de commander impressionna McKinley et les deux hommes nouèrent une amitié qui dura jusqu'à la mort de Hayes en 1893.
Après un mois d'entraînement, le 23e régiment d'infanterie de l'Ohio, maintenant commandé par le colonel Eliakim P. Scammon, partit pour la Virginie-Occidentale en juin 1861 au sein de la division Kanawha,. McKinley pensa initialement que Scammon était un tyran du fait de sa discipline sévère mais lorsque le régiment affronta le feu adverse, il finit par apprécier la valeur de ces entraînements acharnés. La première confrontation avec l'ennemi eut lieu en septembre lorsqu'ils repoussèrent les troupes confédérées lors de la bataille de Carnifex Ferry dans l'actuelle Virginie-Occidentale,. Trois jours après la bataille, McKinley fut assigné à la brigade de l'intendance où il était chargé de l'approvisionnement de son régiment. En novembre, le régiment installa ses quartiers d'hiver près de Fayetteville,. Durant l'hiver, McKinley remplaça un sergent malade et en avril 1862, il fut promu à ce grade,. Le régiment reprit sa progression au printemps avec Hayes à sa tête (Scammon commandait la brigade) et il participa à plusieurs affrontements limités avec les Sudistes,.
En septembre, le régiment de McKinley fut appelé à l'est pour renforcer l'armée de Virginie du général John Pope lors de la seconde bataille de Bull Run,. Retardé lors de sa traversée de Washington, D.C., le 23e régiment de l'Ohio n'arriva pas à temps pour participer à la bataille mais il rejoignit l'armée du Potomac qui avançait à marche forcée pour couper la progression de l'armée de Virginie du Nord de Robert E. Lee dans le Maryland. Le 23e régiment fut le premier à rencontrer les Confédérés lors de la bataille de South Mountain le 14 septembre,. Malgré de lourdes pertes, les forces de l'Union repoussèrent les Confédérés et avancèrent en direction de Sharpsburg dans le Maryland où elles affrontèrent l'armée de Lee lors de la bataille d'Antietam, l'une des plus sanglantes de la guerre,. Le 23e régiment fut particulièrement actif dans la bataille et McKinley fut pris sous un feu nourri alors qu'il apportait des rations aux hommes sur le front,. Le régiment de McKinley subit à nouveau de lourdes pertes mais l'armée du Potomac fut victorieuse et les forces confédérées se replièrent en Virginie. Le régiment fut ensuite détaché de l'armée du Potomac et il retourna en Virginie-Occidentale par train.

#### Vallée de la Shenandoah

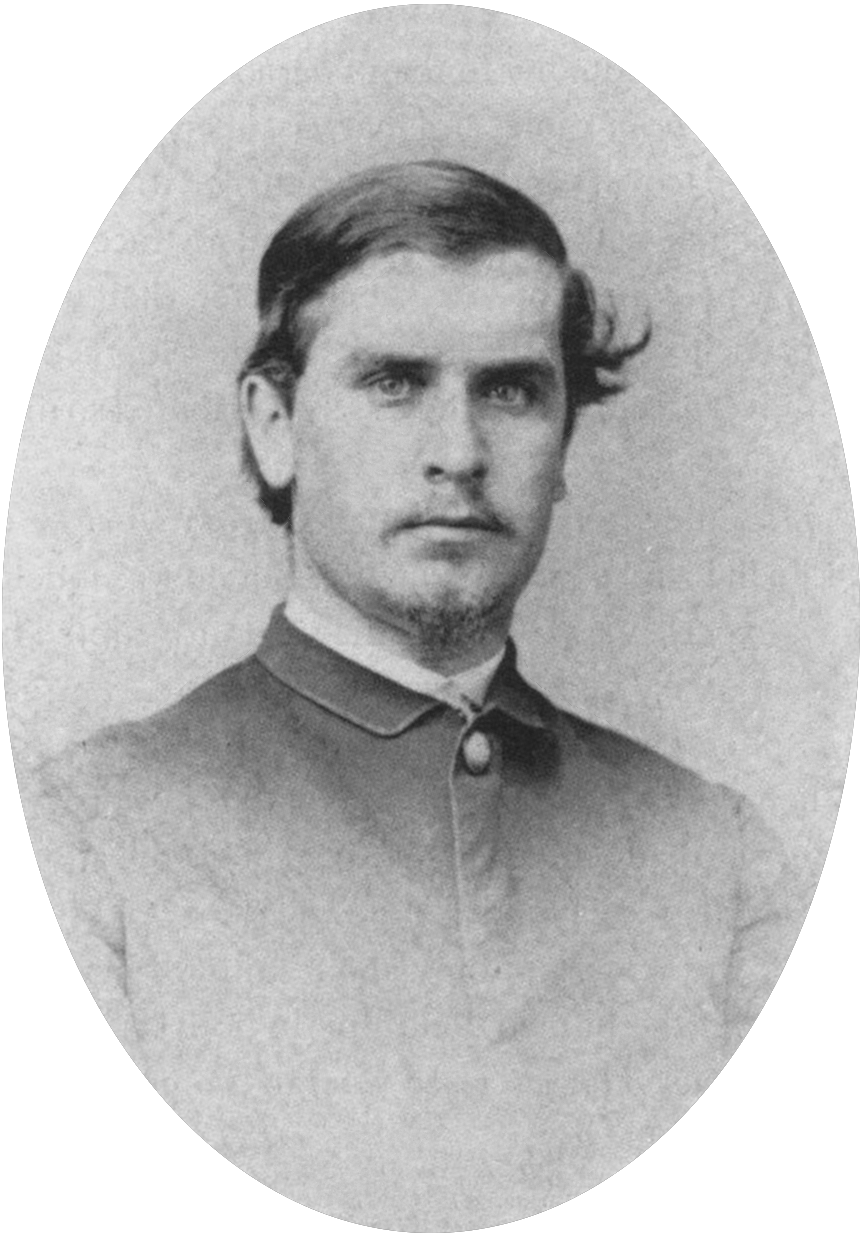
McKinley en 1865, juste après la guerre. Photographie de Mathew Brady.

Alors que le régiment se trouvait dans ses quartiers d'hiver près de Charleston, McKinley reçut l'ordre de retourner dans l'Ohio avec d'autres sergents pour recruter des troupes fraîches. Lorsqu'ils arrivèrent à Columbus, le gouverneur David Tod (en) surprit McKinley en lui accordant le grade de sous-lieutenant en reconnaissance de sa bravoure à Antietam. McKinley et ses camarades restèrent à l'écart des combats jusqu'en juillet 1863 lorsque la division affronta la cavalerie de John H. Morgan lors de la bataille de Buffington Island,. Au début de l'année 1864, la structure de commandement en Virginie-Occidentale fut réorganisée et la division fut intégrée au sein de l'armée de Virginie-Occidentale du major-général George Crook,. L'armée progressa dans le sud de la Virginie pour détruire les mines de sel et de plomb exploitées par l'ennemi. Le 9 mai, l'armée engagea les troupes confédérées lors de la bataille de Cloyd's Mountain au cours de laquelle les Nordistes prirent d'assaut les positions retranchées des Sudistes et les mirent en déroute. Après cette victoire, les forces de l'Union détruisirent les ravitaillements sudistes et remportèrent encore plusieurs affrontements contre les Confédérés.
McKinley et son régiment entrèrent dans la vallée de Shenandoah à la reprise des hostilités au printemps 1864. L'unité de Crook fut rattachée à l'armée de la Shenandoah du major-général David Hunter et elle captura Lexington en Virginie le 11 juin,. L'armée continua d'avancer vers le sud en direction de Lynchburg tout en détruisant les voies ferrées lors de sa progression. Hunter croyait cependant que les troupes défendant Lynchburg étaient trop puissantes et la brigade retourna en Virginie-Occidentale. Néanmoins, le raid du général confédéré Jubal Anderson Early dans le Maryland fit que l'unité de McKinley fut rappelée dans le nord. Lors de la seconde bataille de Kernstown le 24 juillet, l'armée nordiste fut battue,. Durant sa retraite dans le Maryland, l'armée fut réorganisée ; le major-général Philip Sheridan remplaça Hunter et McKinley, qui avait été promu capitaine après la bataille, fut transféré dans l'état-major du général Crook,. En août, Early se repliait vers le sud de la vallée avec l'armée de Sheridan à ses trousses. L'armée nordiste repoussa un assaut confédéré de la bataille de Berryville au cours de laquelle la monture de McKinley fut tuée et durant la bataille d'Opequon, elle brisa les lignes adverses et continua sa progression vers le sud,. La bataille de Fisher's Hill du 22 septembre fut une nouvelle victoire de l'Union et McKinley participa à la bataille de Cedar Creek du 19 octobre. Après des débuts prometteurs pour les Confédérés, McKinley aida à rallier les troupes et à renverser le cours de la bataille.
Après Cedar Creek, l'armée resta à proximité du champ de bataille le jour de l'élection présidentielle. McKinley vota pour la première fois et son choix se porta sur le candidat républicain, Abraham Lincoln. Le lendemain, les hommes retournèrent dans le nord de la vallée pour installer leurs quartiers d'hiver à proximité de Kernstown. En février 1865, Crook fut capturé par un commando confédéré. Cet enlèvement aggrava la confusion de l'armée alors qu'elle était réorganisée pour l'offensive de printemps et au cours des quinze jours qui suivirent McKinley servit dans les états-majors de quatre généraux, Crook, John D. Stevenson (en), Samuel S. Carroll et Winfield S. Hancock. Après avoir été finalement assigné à l'état-major de Carroll, McKinley servit en tant que premier et unique adjoint du général. Le 9 avril, Lee et son armée se rendirent au lieutenant général Ulysses S. Grant et la guerre se termina quelques jours plus tard. McKinley trouva le temps de rejoindre une loge maçonnique à Winchester (qui fut par la suite rebaptisée d'après lui) avant que Carroll et lui-même ne soient transférés à Washington D.C. Juste avant la fin de la guerre, il fut élevé au grade de major breveté, puis, en juillet, relevé de ses obligations militaires. Carroll et Hancock encouragèrent McKinley à rester dans l'armée mais il déclina l'offre et retourna dans l'Ohio le mois suivant.

### Carrière de juriste et mariage

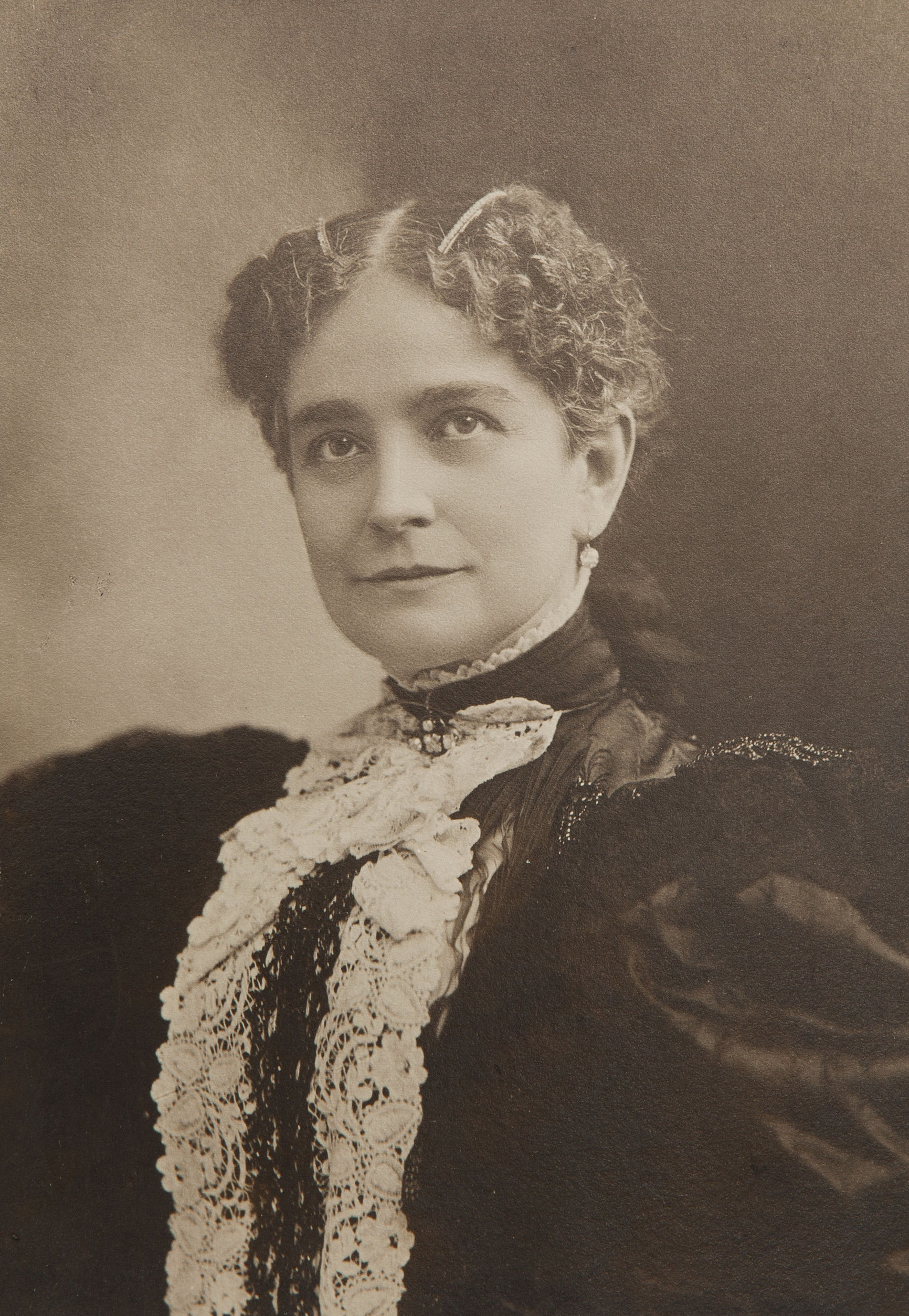
McKinley épousa Ida Saxton en 1871.

Après la fin de la guerre en 1865, McKinley décida de commencer une carrière dans le droit et il entama un apprentissage dans le cabinet d'un avocat de Poland dans l'Ohio. L'année suivante, il poursuivit ses études à l'Albany Law School dans l'État de New York. Après y avoir étudié durant un an, McKinley rentra chez lui et fut admis au barreau de Warren dans l'Ohio en mars 1867. La même année, il déménagea à Canton, le siège du comté de Stark où il fonda un petit cabinet. Il ouvrit un cabinet en partenariat avec George W. Belden, un avocat expérimenté et ancien juge,. L'activité du cabinet de McKinley fut suffisante pour lui permettre d'acheter un immeuble dans la rue principale de Canton et il en tira une rente constante durant plusieurs décennies. Lorsque son ancien commandant Rutherford B. Hayes brigua le poste de gouverneur en 1867, McKinley fit des discours en sa faveur dans le comté de Clark, sa première incursion en politique. Le comté était profondément divisé entre républicains et démocrates mais Hayes fut majoritaire dans le comté et il remporta l'élection. En 1869, McKinley se présenta au poste de procureur de district dans le comté de Stark. La fonction était habituellement occupée par un démocrate, mais, contre toute attente, McKinley fut élu. Cependant, lorsqu'il se présenta à sa réélection en 1871, les démocrates lui opposèrent William A. Lynch, un influent avocat, et McKinley fut battu de 143 voix.
De même que sa carrière professionnelle progressait, sa vie sociale s'épanouit lorsqu'il fit la cour à Ida Saxton, la fille d'une importante famille de Canton. Ils se marièrent le 25 janvier 1871 dans l'église presbytérienne récemment construite de Canton même si Ida rejoignit la foi méthodiste de son époux,. Leur premier enfant, Katherine, naquit le jour de Noël 1871. Ils eurent une seconde fille, Ida, en 1873 mais elle mourut la même année. L'épouse de McKinley sombra dans une profonde dépression après la mort de leur fille et sa santé, déjà fragile, se dégrada. Deux ans plus tard, en 1875, Katherine mourut d'une fièvre typhoïde. Le couple n'eut pas d'autres enfants, mais Ida ne se remit jamais de la mort de ses filles, souffrant d'épilepsie et regrettant l'absence régulière de son époux, qui resta cependant un mari dévoué et s'occupa de sa femme jusqu'à sa mort.
Ida insista pour que William poursuive sa carrière de plus en plus brillante en droit et en politique. Il participa à la convention républicaine qui nomma Hayes pour briguer un troisième mandat de gouverneur en 1875 et il fit campagne pour son vieil ami durant l'automne. L'année suivante McKinley assura la défense de mineurs de charbon arrêtés après un affrontement avec des briseurs de grève lors d'une affaire retentissante,. Lynch, l'adversaire de McKinley lors de l'élection de 1871, et son partenaire William R. Day, faisaient partie de l'accusation et parmi les propriétaires de la mine figurait Marcus Hanna, un homme d'affaires de Cleveland. Défendant l'affaire pro bono, il obtint l'acquittement de tous les mineurs à l'exception d'un seul. L'affaire accrut la popularité de McKinley auprès des ouvriers qui représentaient une bonne part de l'électorat du comté de Clark et lui permit de rencontrer Hanna qui devint l'un de ses plus importants soutiens.
La popularité de McKinley auprès des travailleurs joua un rôle déterminant dans sa campagne pour obtenir la nomination républicaine pour le 17e district congressionnel de l'Ohio. Les délégués du comté pensaient qu'il pourrait attirer l'électorat ouvrier et McKinley fut choisi en août 1876. Au même moment, Hayes avait été nommé pour briguer la présidence et McKinley fit des discours en sa faveur tout en menant sa propre campagne. Son programme défendait des droits de douane protectionnistes et il battit son adversaire démocrate, Levi L. Lamborn avec 3 300 voix d'avance tandis que Hayes fut élu président malgré les nombreux cas de fraudes. La situation financière de McKinley fut affectée par son élection au Congrès car le salaire de représentant était moitié moins important que son revenu d'avocat.

### Ascension politique

#### Représentant de l'Ohio

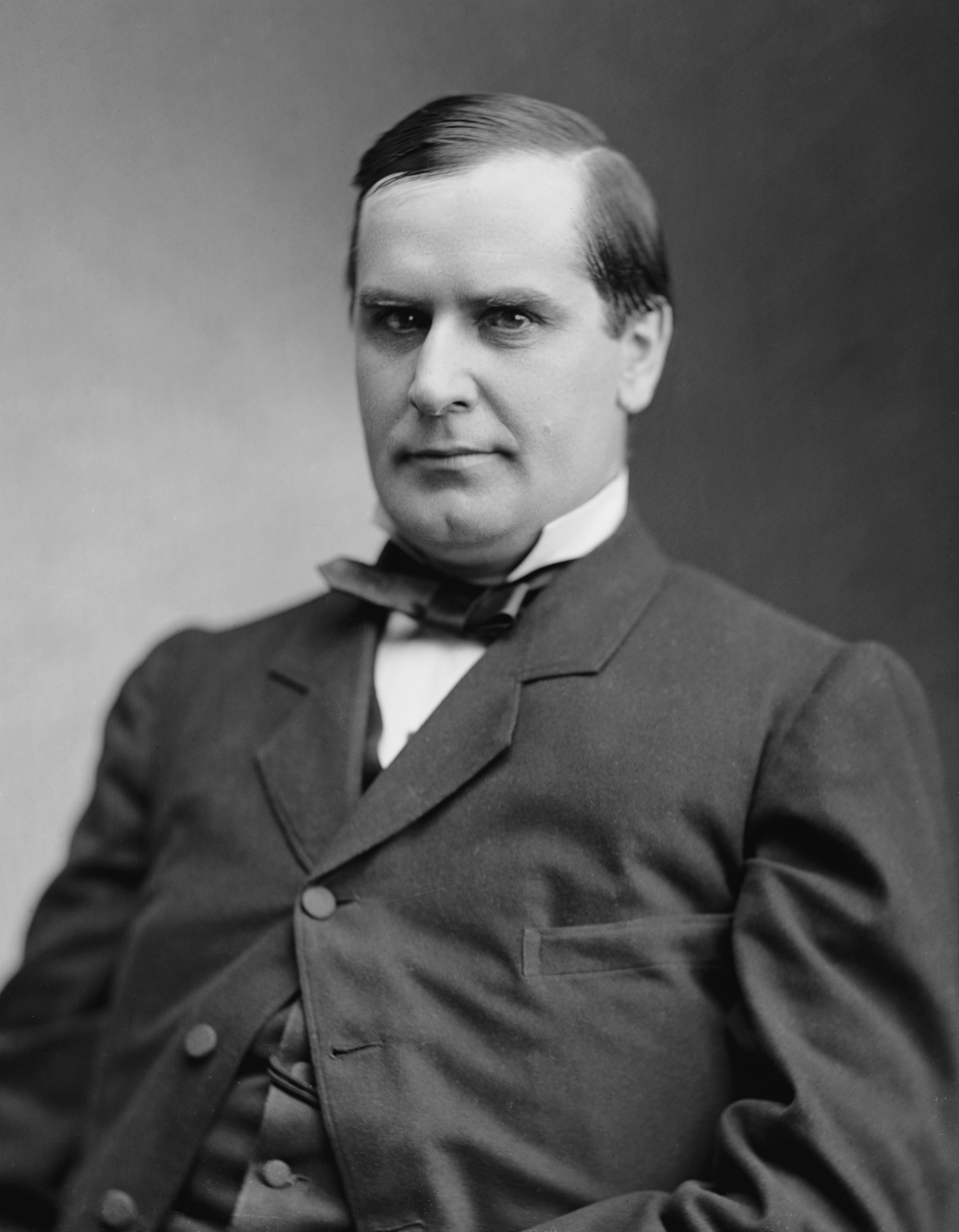
McKinley dans les années 1870.

McKinley prit ses fonctions à la Chambre des représentants en octobre 1877 lorsque le président Hayes convoqua le Congrès pour une session spéciale. Les républicains étant minoritaires, McKinley intégra des comités sans grands pouvoirs. En outre, l'amitié de McKinley avec Hayes constitua plutôt un handicap pour McKinley, le président étant peu apprécié des chefs du Congrès.
Le jeune congressiste se détacha des positions de Hayes sur la monnaie mais cela n'affecta pas leur amitié. Les États-Unis avaient de fait adopté l'étalon-or après le vote du Coinage Act de 1873 ; lorsque le prix de l'argent s'effondra, de nombreuses personnes cherchèrent à monétiser à nouveau l'argent de la même manière que l'or. Une telle politique risquait de provoquer des tendances inflationnistes, mais ses partisans avancèrent que les bénéfices économiques d'un accroissement de la masse monétaire seraient plus importants que les inconvénients de l'inflation. Ses opposants prévenaient que la libre frappe de la monnaie n'apporterait pas les bénéfices prévus et qu'elle handicaperait le commerce américain. McKinley vota en faveur du Bland-Allison Act de 1878 qui obligeait le département du Trésor à acheter de grandes quantités d'argent pour frapper de la monnaie et il rejoignit les larges majorités dans les deux chambres pour annuler le veto de Hayes. Ainsi, McKinley vota à l'encontre de la position du chef des républicains de la Chambre des représentants, son collègue de l'Ohio et ami, James A. Garfield,.
Dès son premier mandat au Congrès, McKinley devint un ardent défenseur des droits de douane protectionnistes. L'objectif principal de cette politique n'était pas d'accroître les recettes du gouvernement mais de soutenir le développement de l'industrie américaine en lui fournissant un avantage compétitif par rapport aux concurrents étrangers sur le marché intérieur. La biographe de McKinley, Margaret Leech, nota que Canton avait prospéré comme centre de la fabrication d'équipements agricoles grâce aux mesures protectionnistes et cela aurait pu influencer ses idées politiques. McKinley présenta et défendit des lois qui augmentaient les droits de douane et s'opposaient à ceux qui voulaient les réduire,. L'élection de Garfield à la présidence en 1880 créa une vacance dans le comité des voies et moyens de la Chambre ; McKinley fut choisi pour le remplacer et il entra ainsi dans le comité le plus puissant de la Chambre après uniquement deux mandats.
McKinley devint une figure incontournable des politiques fédérales. En 1880, il fut brièvement représentant de l'Ohio au sein du comité national républicain. En 1884, il fut choisi comme délégué pour la convention républicaine où il fut félicité pour la gestion du comité qu'il présida. En 1886, McKinley, le sénateur John Sherman et le gouverneur Joseph B. Foraker étaient considérés comme les dirigeants du parti républicain dans l'Ohio. Sherman, qui avait participé à la fondation du parti républicain, présenta trois fois sa candidature à la nomination républicaine pour la présidence dans les années 1880 mais il échoua à trois reprises tandis que Foraker commençait une ascension politique fulgurante dans l'Ohio au début de la décennie. Hanna, une fois entré dans les affaires publiques en tant que généreux contributeur et soutien politique, défendit les ambitions de Sherman et de Foraker. Les relations entre ces deux derniers prirent fin lors de la convention républicaine de 1880 lors de laquelle McKinley, Foraker et Hanna étaient tous délégués et soutenaient Sherman. Convaincu que Sherman ne pourrait pas l'emporter, Foraker offrit son soutien au candidat malheureux de l'élection présidentielle de 1884, le sénateur du Maine, James G. Blaine. Lorsque ce dernier avança qu'il ne souhaitait pas être candidat, Foraker rallia Sherman mais ce fut le gouverneur de l'Indiana, Benjamin Harrison, qui fut finalement choisi puis remporta la présidence. Dans l'amertume qui suivit la convention, Hanna abandonna Foraker et jusqu'à la fin de la vie de McKinley, le parti républicain de l'Ohio fut divisé en deux factions, l'une soutenant McKinley, Sherman et Hanna et l'autre en faveur de Foraker. Hanna se rapprocha de McKinley dont il devint un ami et un conseiller proche. Même si Hanna poursuivit ses activités d'homme d'affaires et continua d'encourager d'autres républicains, il consacra de plus en plus de temps après 1888 à soutenir la carrière politique de McKinley.
En 1889, les républicains possédaient la majorité au Congrès et McKinley chercha à se faire élire au poste de président de la Chambre des représentants. Il échoua face à Thomas B. Reed du Maine mais ce dernier le nomma à la présidence du comité des voies et moyens. McKinley présenta le Tariff Act de 1890, plus communément appelé le McKinley Tariff, devant le Congrès. Même si le projet de loi fut modifié sous la pression des lobbies au Sénat, il imposait plusieurs droits de douane protectionnistes sur les produits étrangers.

#### Gerrymanderinget réélections

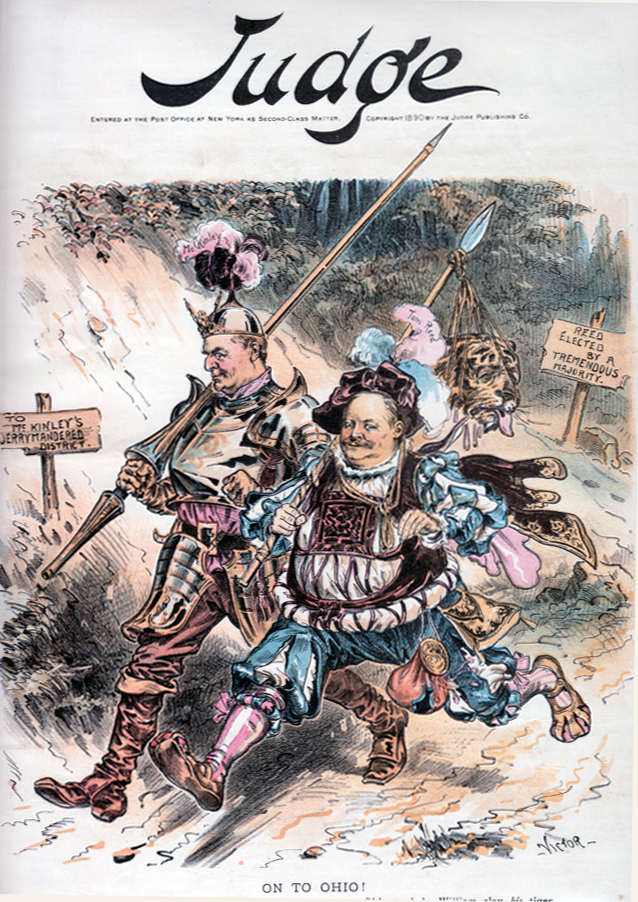
Couverture du magazine Judge de septembre 1890, montrant McKinley (à gauche), ayant aidé le président de la Chambre Thomas Reed à vaincre son adversaire dans une élection anticipée dans le Maine, se dépêchant avec le vainqueur de rejoindre son district redécoupé de l'Ohio.

Reconnaissant le potentiel de McKinley, les démocrates, dès qu'ils reprirent le contrôle de la législature de l'Ohio, cherchèrent à redécouper les circonscriptions électorales pour l'évincer. En 1878, McKinley remporta l'élection dans le 17e district congressionel de l'Ohio malgré le redécoupage de ce dernier. Hayes commenta ce succès : « Oh, la chance de McKinley ! Son district fut charcuté et il a battu le charcutage ! Nous sommes aussi content que lui ». Après avoir été réélu en 1882, il perdit son siège à la suite d'une contestation électorale. Les démocrates redécoupèrent à nouveau le comté de Stark pour l'élection de 1884 mais McKinley fut quand même élu au Congrès.
Pour 1890, les démocrates placèrent le comté de Stark dans le même district que le comté de Holmes, un bastion démocrate habité par des Pennsylvania Dutch. En se basant sur les anciens résultats, les démocrates espéraient une avance de 2 000 à 3 000 voix. Comme les républicains ne pouvaient pas modifier le découpage électoral avant 1891, ils jetèrent toutes leurs forces dans le district car l'opposition au McKinley Tariff était le sujet central de la campagne démocrate. Le parti républicain envoya ses plus grands orateurs à Canton, dont Blaine (alors secrétaire d'État), Reed et le président Harrison. Les démocrates répondirent avec leurs représentants les plus influents. McKinley fit une campagne acharnée dans son nouveau district et il rencontra les 40 000 électeurs pour expliquer ses mesures protectionnistes :

« Conçues pour le peuple… comme une défense de ses industries, comme une protection de son labeur, comme une garantie pour les foyers joyeux des ouvriers américains et comme une sécurité pour son éducation, ses salaires et ses investissements… Elles apporteront au pays une prospérité sans équivalent dans notre histoire et sans égale dans l'histoire du monde. »

Les démocrates présentèrent un solide candidat en la personne de l'ancien lieutenant-gouverneur John G. Warwick. Pour obtenir le soutien des électeurs, ils engagèrent de jeunes partisans et les firent passer pour des colporteurs. Ces derniers firent du porte-à-porte pour vendre 50 cents des articles de ferblanterie qui n'en valaient que 25 et expliquer que la hausse des prix était due au McKinley Tariff. Finalement, McKinley perdit l'élection par 300 voix mais les républicains remportèrent la majorité au niveau de l'État et revendiquèrent une victoire morale.

### Gouverneur de l'Ohio
Même avant la fin de son mandat de représentant, McKinley rencontra une délégation d'habitants de l'Ohio qui le pressa de se présenter pour le poste de gouverneur. L'occupant du poste, James E. Campbell, qui avait battu Foraker en 1889, était également candidat à sa réélection. Le parti républicain de l'Ohio était divisé mais McKinley parvint à convaincre Foraker de le soutenir lors de la convention de 1891 au cours de laquelle il fut choisi par acclamation. L'ancien représentant passa la plus grande partie de la seconde moitié de l'année 1891 à faire campagne contre Campbell. Hanna participa assez peu à la campagne car il se consacra à la levée de fonds pour financer l'élection de législateurs promettant de voter pour Sherman lors de l'élection sénatoriale de 1892,,. McKinley remporta l'élection avec près de 20 000 voix d'avance. En janvier, Sherman, avec un important soutien de Hanna, fut élu sénateur face à Foraker.

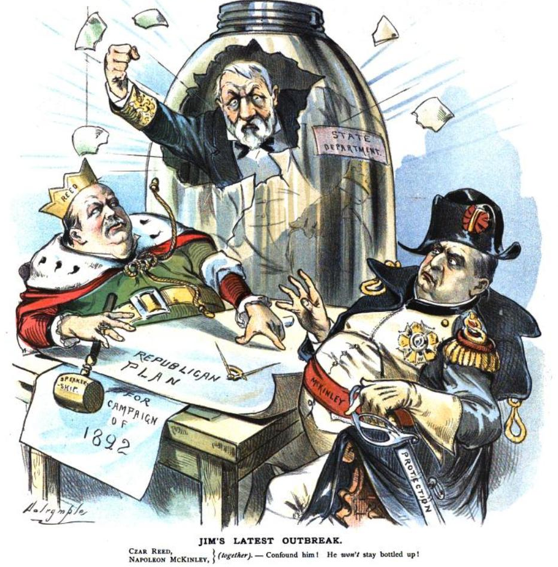
Même après son échec à la présidence en 1884, James G. Blaine était toujours considéré comme un possible candidat pour la nomination républicaine. Dans ce dessin du magazine Puck de 1890, il surprend Reed et McKinley (à droite) alors qu'ils préparent leurs plans pour 1892.

Le gouverneur de l'Ohio avait relativement peu de pouvoirs car il n'avait pas le droit de veto mais comme l'Ohio était un État-pivot, son gouverneur était une figure politique importante. Même si McKinley considérait que la santé de la nation dépendait de celle des affaires économiques, il était impartial avec le monde du travail ; il défendit une législation mettant en place un comité d'arbitrage où les disputes salariales pouvaient être réglées et il obtint le passage d'une loi condamnant les employeurs qui licenciaient des travailleurs pour leur appartenance à un syndicat.
Le président Harrison se révéla impopulaire et le parti républicain était divisé à l'approche de l'année électorale de 1892 où Harrison envisageait de se représenter. Même s'il n'y avait aucun candidat déclaré contre le président sortant, de nombreux républicains étaient prêts à l'évincer du ticket présidentiel si une alternative émergeait. McKinley, Reed et Blaine figuraient parmi les candidats possibles. Craignant que le gouverneur de l'Ohio n'émerge comme un adversaire, les partisans de Harrison s'arrangèrent pour que McKinley soit le président de la convention républicaine à Minneapolis afin qu'il joue un rôle public et neutre. Hanna installa un état-major non officiel de McKinley à proximité du lieu de la convention mais aucune véritable tentative ne fut faite pour rallier le soutien des délégués à la candidature de McKinley. McKinley s'opposa à ce que les délégués votent en sa faveur mais il arriva néanmoins troisième derrière Harrison et Blaine qui avait pourtant déclaré qu'il ne souhaitait pas être candidat. McKinley fit loyalement campagne pour son parti mais Harrison fut battu par l'ancien président Grover Cleveland lors de l'élection de novembre. Après la victoire de Cleveland, McKinley était considéré comme le probable candidat républicain pour 1896.
Peu après la prise de fonctions de Cleveland, la panique de 1893 plongea la nation dans le marasme économique. Un homme d'affaires de Youngstown dans l'Ohio, Robert Walker, avait prêté de l'argent à McKinley quelques années auparavant ; en remerciement, McKinley avait souvent garanti les emprunts de Walker pour son entreprise. Le gouverneur n'avait pas conservé les traces de ce qu'il signait et croyait que Walker était un homme d'affaires prospère. En réalité, Walker avait trompé McKinley en lui disant que les nouveaux emprunts étaient des renouvellements d'anciennes créances. Walker fut ruiné par la récession et McKinley fut appelé pour rembourser ses dettes en février 1893. Le montant était de 100 000 $ (environ 2,6 millions de dollars de 2012) et McKinley désespéré proposa initialement de démissionner de son poste de gouverneur afin de rembourser les dettes avec son salaire de juriste. Cependant, les soutiens financiers de McKinley dont Hanna et l'éditeur de Chicago, H. H. Kohlsaat, formèrent un fonds pour rembourser les dettes de McKinley. William et Ida mirent leurs propriétés dans les mains du fonds et ses partisans levèrent suffisamment d'argent pour assurer le remboursement. Toutes les propriétés du couple lui furent rendues à la fin de l'année 1893 et lorsque McKinley demanda la liste des contributeurs pour pouvoir les rembourser un jour, elle lui fut refusée. De nombreuses personnes victimes des difficultés économiques sympathisèrent avec McKinley dont la popularité s'accrut. Il fut facilement réélu au poste de gouverneur en novembre 1893 en rassemblant la plus large majorité depuis la fin de la guerre de Sécession.
McKinley fit campagne pour les républicains durant les élections de mi-mandat de 1894 et beaucoup de candidats dans les districts où il fit des discours en leur faveur furent victorieux. Ses efforts politiques dans l'Ohio furent récompensés lors de l'élection de novembre 1895 au cours de laquelle un républicain, Asa S. Bushnell, fut élu pour lui succéder comme gouverneur et où la législature républicaine élit Foraker au Sénat. McKinley avait soutenu les candidatures de Foraker et de Bushnell et en retour les deux hommes acceptèrent de défendre les ambitions présidentielles de McKinley. Une fois le parti républicain de l'Ohio rassemblé derrière lui, McKinley se tourna vers l'arène fédérale.

### Nomination

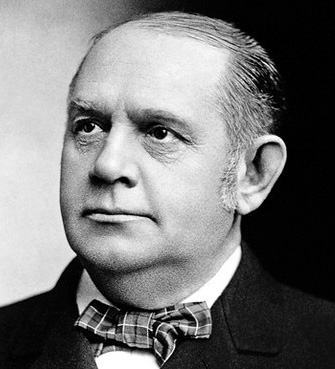
L'ami et le conseiller proche de McKinley, Marcus Hanna.

Il n'est pas sûr que McKinley se soit sérieusement préparé pour briguer la présidence. Comme son biographe, Kevin Phillips, l'écrit « aucun document, aucun journal, aucune lettre confidentielle à Marcus Hanna (ou à toute autre personne) ne relate ses espoirs secrets ou ses stratagèmes dissimulés ». Dès le départ, les préparatifs de McKinley avaient le soutien de Hanna dont le biographe William T. Horner nota, « ce qui est parfaitement certain, c'est qu'en 1888, les deux hommes commencèrent à développer une relation de travail étroite qui aida à envoyer McKinley à la Maison-Blanche ». Sherman ne chercha pas l'investiture républicaine pour la présidence après 1888 et Hanna put soutenir totalement les ambitions de McKinley.
Soutenu par les financements et les capacités d'organisation de Hanna, McKinley rassembla en silence des soutiens pour sa candidature en 1895 et en 1896. Lorsque les autres candidats comme Reed ou le sénateur de l'Iowa, William B. Allison, envoyèrent leurs agents à l'extérieur de leurs États pour obtenir des soutiens en faveur de leurs candidatures, ils découvrirent que les hommes de Hanna les avait précédés. Selon l'historien Stanley Jones dans son étude de l'élection de 1896,

« Une caractéristique commune des candidatures de Reed et de Allison fut leur incapacité à neutraliser la lame de fond en faveur de McKinley. En fait, les deux campagnes furent incapables de progresser dès le moment où elles furent lancées. La confiance avec laquelle chaque candidat revendiquait le soutien de sa portion [du pays] fut rapidement suivie par des accusations acerbes selon lesquelles Hanna, en gagnant le soutien de ces parts pour McKinley, avait violé les règles du jeu. »

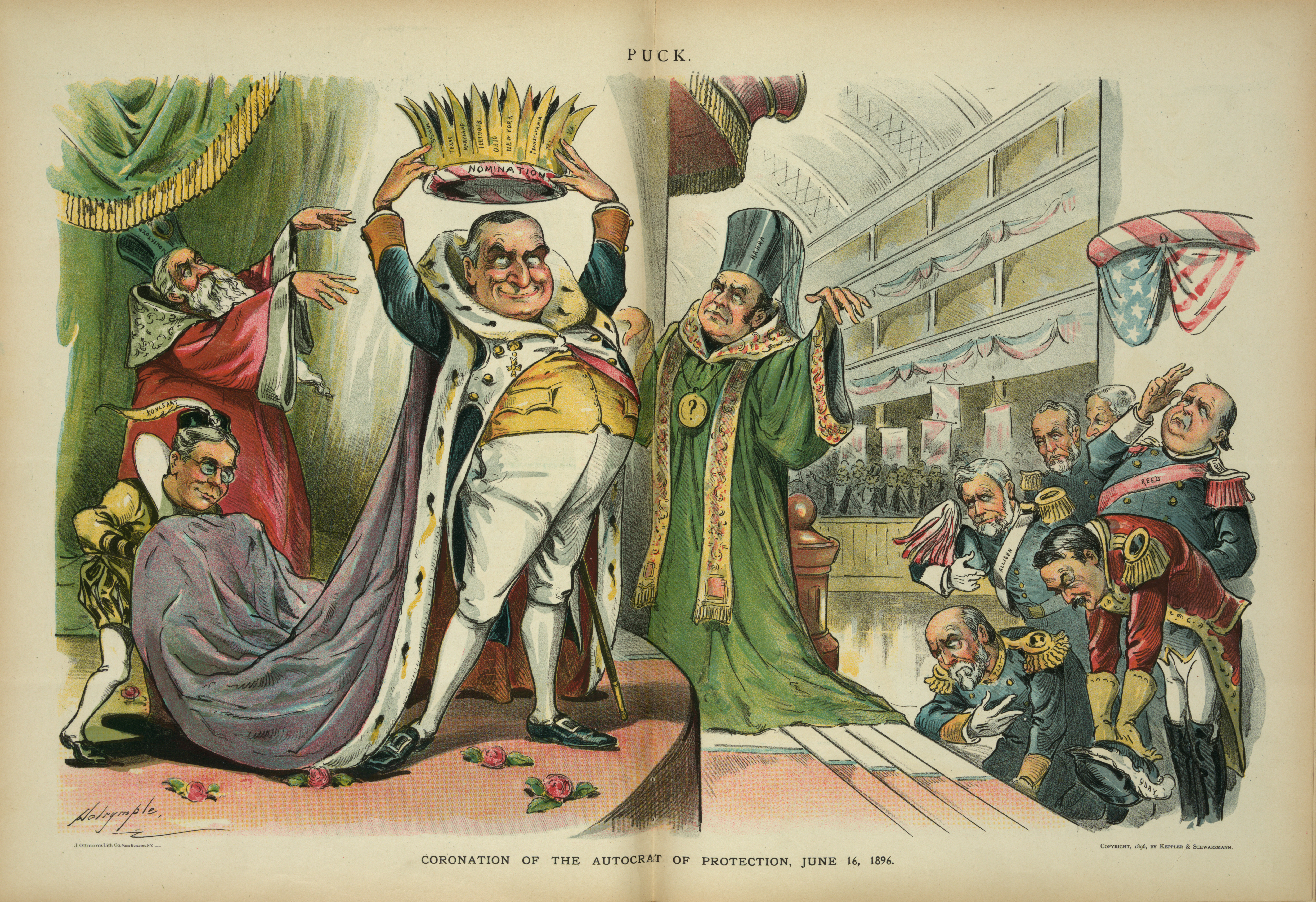
Caricature parue dans le magazine Puck le 24 juin 1896 montrant McKinley se couronnant avec la nomination républicaine. Hanna est le « prêtre » habillé en vert.

Pour le compte de McKinley, Hanna rencontra les « boss politiques (en) » républicains de l'Est comme les sénateurs Thomas C. Platt de l'État de New York et Matthew Quay de Pennsylvanie qui étaient prêts à soutenir McKinley en échange de garanties sur l'octroi de postes dans son administration. McKinley était néanmoins déterminé à obtenir la nomination sans réaliser d'accords et Hanna accepta cette décision. Leurs premiers efforts s'orientèrent dans le Sud et Hanna loua une maison de vacances en Géorgie où McKinley rencontra les politiciens républicains de la région. McKinley avait besoin de 453½ votes de délégués pour assurer la nomination ; il en remporta près de la moitié dans le Sud et les États frontaliers. Dans ses mémoires, Platt se lamenta que « [Hanna] avait pratiquement gagné le Sud avant que certains d'entre nous ne se soient réveillés ».
Les boss espéraient toujours empêcher McKinley de rassembler une majorité dès le premier tour lors de la convention républicaine en encourageant les candidatures de concurrents comme Quay, le gouverneur de l'État de New York (et ancien vice-président) Levi Morton et le sénateur de l'Illinois, Shelby Cullom. Les riches délégués de l'Illinois firent l'objet d'une âpre bataille et les soutiens de McKinley, comme l'homme d'affaires de Chicago (et futur vice-président), Charles Dawes, cherchèrent à faire élire des délégués qui voteraient pour McKinley lors de la convention de Saint-Louis dans le Missouri. Cullom fut incapable de rivaliser avec McKinley malgré le soutien des républicains locaux et lors de la convention en avril, McKinley rassembla presque tous les délégués de l'Illinois. L'ancien président Harrison était considéré comme un candidat possible mais il déclina une troisième nomination et l'organisation de McKinley prit le contrôle de l'Indiana avec une rapidité que Harrison jugea, en privé, indécente. Les agents de Morton dans l'Indiana rapportèrent que l'État était complètement derrière McKinley. Le sénateur du Wyoming, Francis E. Warren, écrivit, « les politiciens lui mènent la vie dure mais si les masses pouvaient parler, McKinley serait le choix d'au moins 75 % de l'électorat républicain de l'Union ».
À l'ouverture de la convention nationale à Saint-Louis le 16 juin 1896, McKinley avait déjà une large majorité de délégués. L'ancien gouverneur, qui resta à Canton, suivit les événements de la convention par téléphone et il put entendre le discours de Foraker en sa faveur. Lorsque l'Ohio annonça son choix, ses votes donnèrent la nomination à McKinley, ce que ce dernier célébra en embrassant sa femme et sa mère alors que ses amis quittaient la maison en anticipation de la foule qui entoura rapidement la résidence du candidat républicain à la présidence. Des milliers de partisans vinrent de Canton et des villes alentour pour entendre McKinley discourir depuis le perron de sa maison. La convention choisit le vice-président du comité national républicain, Garret Hobart du New Jersey, pour briguer la vice-présidence ; le choix avait en réalité, selon la plupart des rapports, été fait par Hanna. Hobart, un riche avocat, homme d'affaires et ancien législateur de l'État, n'était pas très connu mais comme le biographe de Hanna, Herbert Croly, l'écrivit : « s'il ne renforça pas vraiment la liste, il ne fit rien pour l'affaiblir, ».

#### Campagne électorale

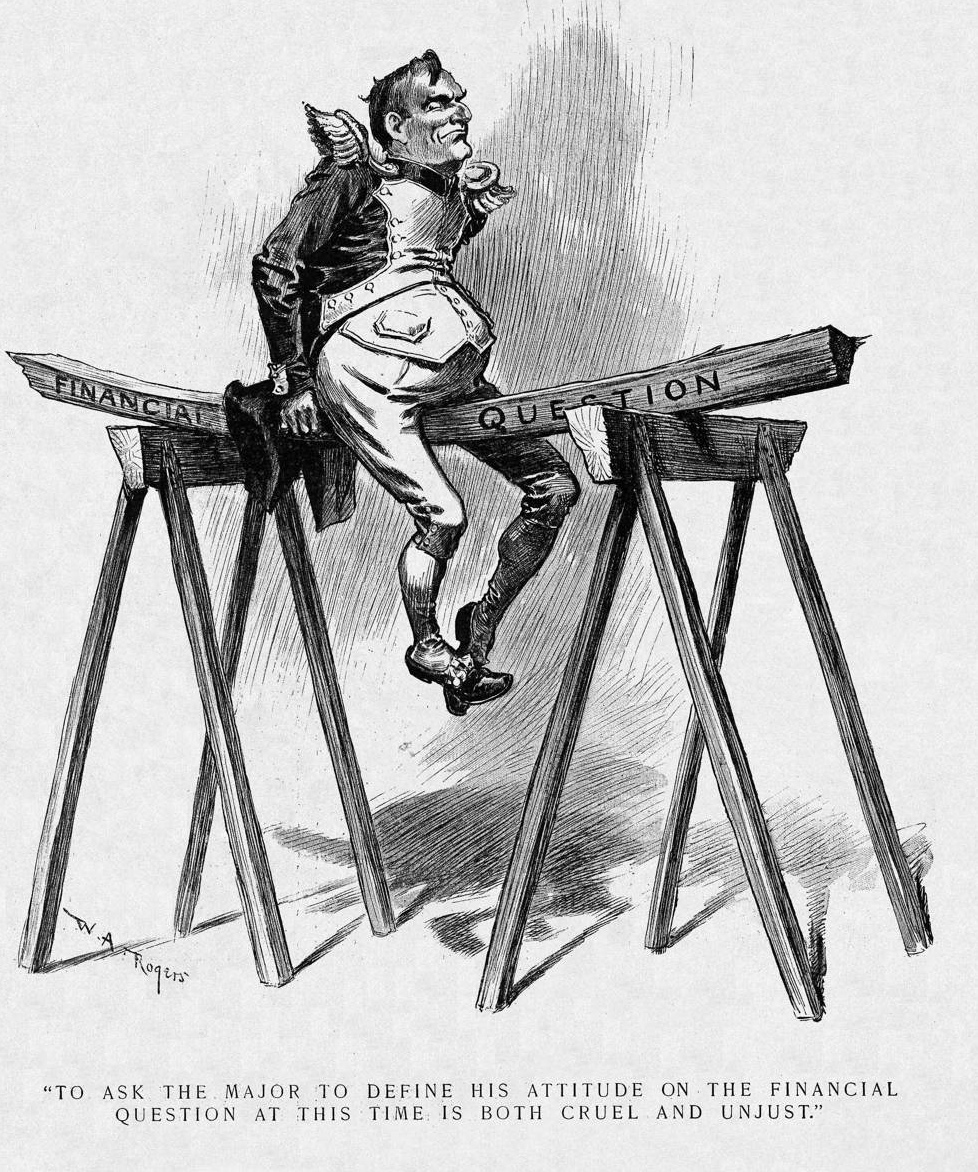
Avant la convention de 1896, McKinley essaya d'éviter de se prononcer sur la question monétaire. Caricature de William A. Rogers publiée dans le magazine Harper's Weekly de juin 1896.

Avant la convention républicaine, McKinley avait des positions ambivalentes sur la question de la monnaie en favorisant des positions modérées comme la mise en place du bimétallisme par l'intermédiaire d'accords internationaux. Dans les jours qui précédèrent la convention, McKinley décida, après avoir rencontré des politiciens et des hommes d'affaires, de soutenir l'étalon-or même s'il était toujours favorable à l'instauration du bimétallisme par un accord international. L'adoption de cette position poussa certains délégués de l'Ouest, comme le sénateur du Colorado, Henry M. Teller, à quitter la convention. Cependant par rapport aux démocrates, les divisions républicaines sur la question étaient faibles car McKinley promit des concessions ultérieures aux partisans de l'argent,,.
Le marasme économique se poursuivait et il renforçait les partisans de l'argent. La question divisait profondément le parti démocrate car le président Cleveland soutenait l'étalon-or alors qu'un nombre de plus en plus important de démocrates ruraux, particulièrement dans le Sud et l'Ouest, voulaient la mise en place du bimétallisme. Les partisans de l'argent prirent le contrôle de la convention démocrate et ils choisirent William Jennings Bryan pour briguer la présidence. Le radicalisme économique de Bryan démontré dans son fameux discours de la Croix d'or à Chicago choqua les financiers qui pensaient que son programme ruinerait l'économie. Hanna les approcha pour qu'ils soutiennent les républicains et ils donnèrent 3,5 millions de dollars (environ 100 millions de dollars de 2012) aux orateurs et financèrent la distribution de plus de 200 millions de tracts défendant les positions républicaines sur la monnaie et les droits de douane,.
La campagne de Bryan ne leva que 500 000 $ (environ 14 millions de dollars de 2012), principalement auprès des propriétaires de mines d'argent. Avec son éloquence et son énergie, Bryan entreprit une campagne frénétique et il parcourut en train près de 29 000 km en trois mois. Hanna pressa McKinley de réaliser une tournée équivalente à celle de Bryan mais le candidat républicain déclina en avançant que le démocrate était plus à l'aise pour faire une tournée électorale : « Je pourrais tout aussi bien installer un trapèze sur ma pelouse et rivaliser avec un athlète professionnel que discourir contre Bryan. Je dois réfléchir quand je parle ». Au lieu d'aller à la rencontre du peuple, McKinley resta dans sa résidence de Canton et permit au peuple à venir jusqu'à lui ; selon l'historien R. Hal Williams dans son livre sur l'élection de 1896, « cela se révéla finalement une brillante stratégie. La « campagne de perron » de McKinley devint légendaire dans l'histoire politique américaine ».

William et Ida McKinley (à droite de son mari) posent avec des représentants de la Flower Delegation d'Oil City en Pennsylvanie devant leur résidence. Même si les femmes ne pouvaient pas voter dans la plupart des États, elles pouvaient influencer leurs proches et étaient encouragées à se rendre à Canton.

McKinley rencontrait le public tous les jours à l'exception du dimanche et il reçut des délégations depuis le perron de sa maison. Les compagnies de chemin de fer offrirent des réductions aux visiteurs et le journal Plain Dealer de Cleveland favorable au bimétallisme se lamenta qu'aller à Canton était « moins coûteux que de rester chez soi, ». Les délégations traversaient la ville depuis la gare jusqu'à la résidence de McKinley et une fois là, elles se rassemblaient devant la maison de McKinley, à laquelle elles arrachaient furtivement des morceaux en guise de souvenir, pendant que leurs porte-paroles s'adressaient à McKinley. Le candidat répondait ensuite sur les questions de la campagne d'une manière qui satisfaisait les intérêts de la délégation. Les discours étaient soigneusement rédigés pour éviter les remarques improvisées et même les textes du porte-parole étaient approuvés par McKinley ou ses représentants. Cela était destiné à éviter les commentaires désinvoltes qui pourraient nuire à sa candidature,,.

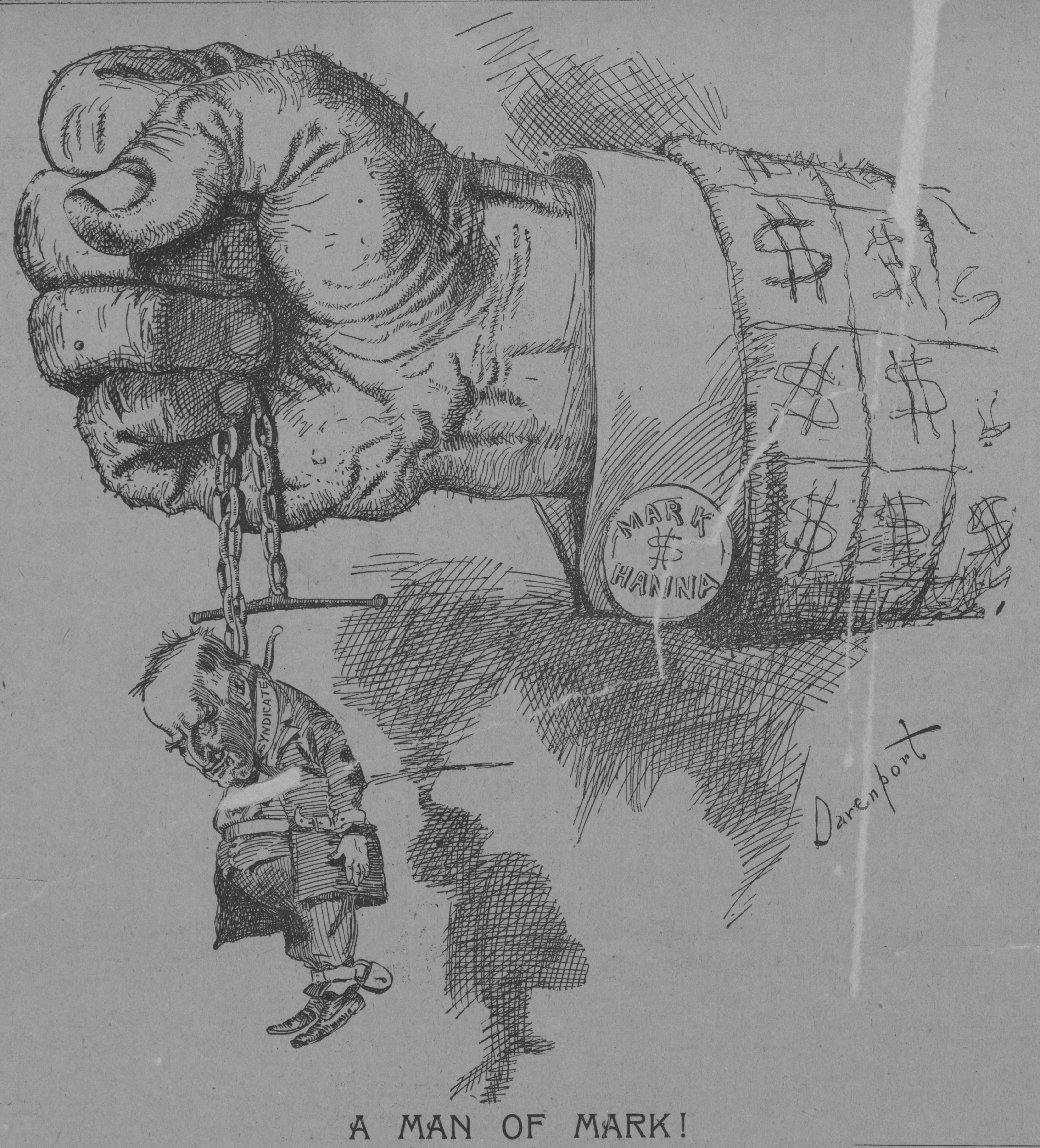
Caricature de Homer Davenport publiée en 1896 dans le Journal de William Randolph Hearst représentant McKinley comme la marionnette de Hanna.

La plupart des journaux démocrates refusèrent de soutenir Bryan, à l'exception notable du Journal de New York contrôlé par William Randolph Hearst, dont la fortune était basée sur les mines d'argent. Dans les articles partiaux et les caricatures acerbes d’Homer Davenport, Hanna était représenté comme un ploutocrate méprisant les travailleurs. McKinley était dessiné comme un enfant manipulé par les intérêts financiers. Même aujourd'hui, ces représentations continuent d'influencer les images de Hanna et de McKinley : l'un comme un homme d'affaires sans cœur et l'autre comme sa créature.
Le Midwest fut le principal enjeu de la bataille car le Sud et la plus grande partie de l'Ouest étaient en faveur de Bryan,. Après les votes anticipés dans le Maine et le Vermont en septembre, le Nord-Est était considéré comme gagné à la cause de McKinley. À ce moment, il devint clair que le soutien au bimétallisme avait diminué et McKinley mit l'accent sur la question des droits de douane. À la fin du mois de septembre, les républicains cessèrent d'imprimer des documents sur la question monétaire et se concentrèrent uniquement sur les mesures protectionnistes. Le 3 novembre 1896, McKinley remporta l'ensemble du Nord-Est et du Middle West. 51 % des électeurs se prononcèrent en faveur du candidat républicain et sa majorité fut encore plus importante au sein du Collège électoral. Bryan avait uniquement fait campagne sur le bimétallisme et il ne parvint pas à recevoir les voix de l'électorat urbain. La seule ville de plus de 100 000 habitants remportée par Bryan fut Denver dans le Colorado.
L'élection présidentielle de 1896 est souvent considérée comme un tournant dans l'histoire politique américaine dans laquelle la vision de McKinley d'un gouvernement central fort soutenant l'industrie américaine par des mesures protectionnistes et celle d'un dollar basé sur l'or triompha. La domination républicaine sur la politique américaine continua jusqu'à l'élection de 1932 et la victoire du démocrate Franklin D. Roosevelt,. Phillips avance que, avec la possible exception du sénateur Allison de l'Iowa, McKinley était le seul républicain à pouvoir battre Bryan car les candidats de l'Est comme Morton et Reed auraient probablement échoué à rassembler les électeurs du Middle West face à Bryan natif de l'Illinois. Selon le biographe, même si Bryan était populaire auprès des électeurs ruraux, « McKinley reçut le soutien d'une Amérique urbanisée et industrielle très différente ».

### Présidence (1897-1901)

#### Investiture et nominations

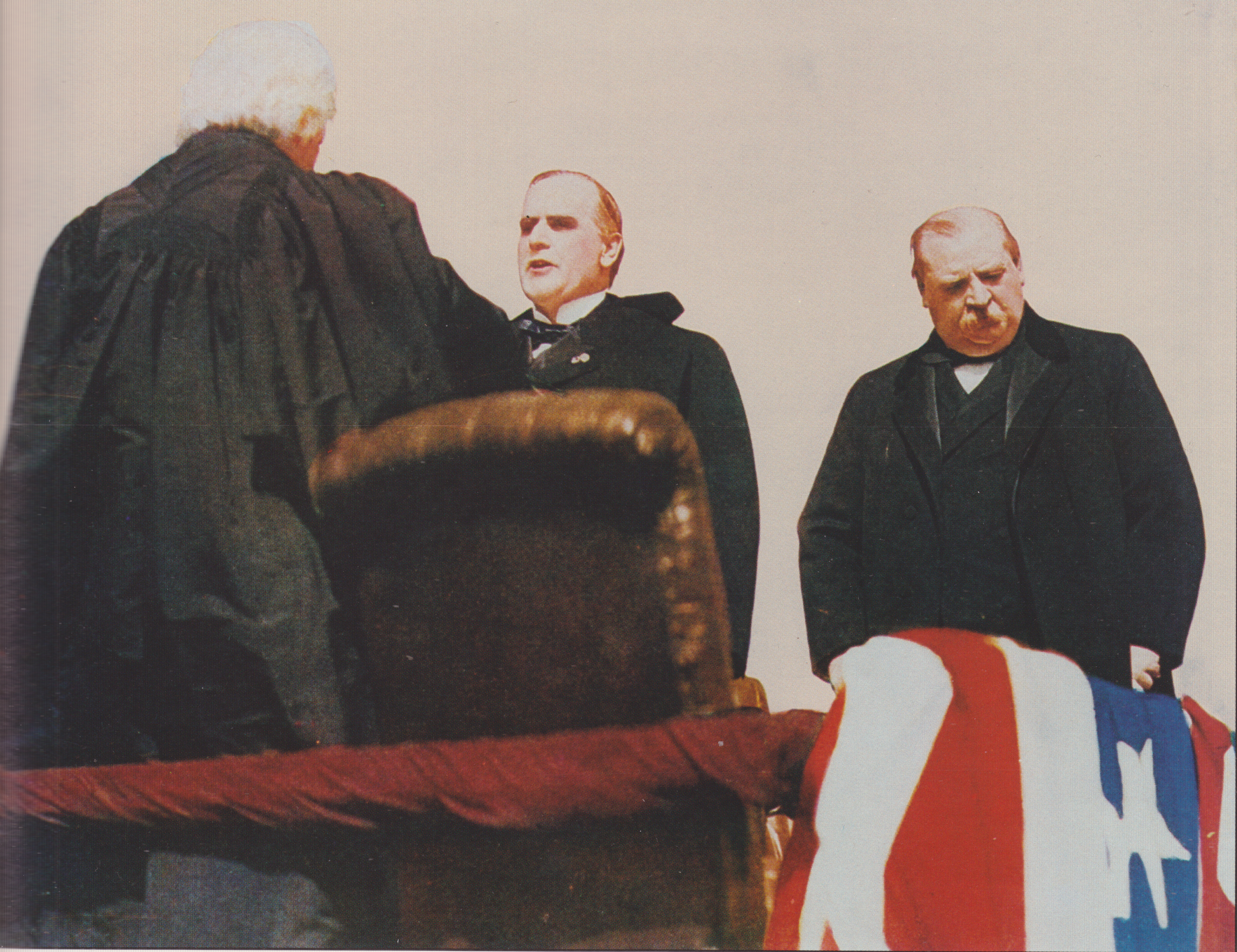
William McKinley prête serment en présence du juge en chef Melville Fuller et de l'ancien président Grover Cleveland (à droite).

William McKinley prêta serment le 4 mars 1897 et il donna un long discours d'investiture dans lequel il défendit une réforme des droits de douane et expliqua que la question de la monnaie attendrait la mise en place des mesures protectionnistes. Il avertit également contre le risque d'interventions à l'étranger, « nous ne voulons pas de guerres de conquêtes. Nous devons éviter la tentation de l'agression territoriale ».
La nomination la plus controversée de McKinley fut celle de John Sherman au poste de secrétaire d'État. Sherman n'était pas le premier choix de McKinley et il pensait initialement confier la fonction à Allison. L'une des raisons de cette nomination était de libérer sa place pour Hanna (qui avait refusé de devenir Postmaster General). Comme Sherman avait été le secrétaire au Trésor sous Hayes, seul le département d'État pouvait l'intéresser au point qu'il abandonne son mandat de sénateur. Les facultés mentales de Sherman s'étaient dégradées et cela était largement connu dans les cercles politiques mais McKinley refusa de croire les rumeurs. Il envoya néanmoins son cousin, William McKinley Osborne, dîner avec le sénateur de 73 ans ; celui-ci rapporta que Sherman était parfaitement lucide,. McKinley écrivit après l'annonce de la nomination, « les histoires sur le « délabrement mental » du sénateur Sherman sont sans fondements… Lorsque je l'ai vu, j'ai été convaincu de son excellente santé tant physique qu'intellectuelle ».
Après quelques difficultés, le gouverneur de l'Ohio Asa Bushnell nomma Hanna au Sénat. Une fois en fonctions, l'inaptitude mentale de Sherman devint apparente. Il était souvent remplacé par son premier assistant, l'ami de McKinley, le juge William R. Day et par son second assistant Alvey A. Adee (en) qui souffrait de problèmes d'audition. Day, un avocat de l'Ohio sans expérience de la diplomatie, était souvent discret lors des réunions. Selon un diplomate, « le chef du département ne sait rien, le premier assistant ne dit rien et le second assistant n'entend rien ».
Le congressiste du Maine, Nelson Dingley Jr., était le premier choix de McKinley pour le Département du Trésor mais il refusa l'offre car il préférait rester le président du comité des voies et moyens de la Chambre. Charles Dawes, qui avait été l'assistant de Hanna à Chicago durant la campagne, fut envisagé mais selon certains récits, il fut jugé trop jeune. Dawes devint finalement contrôleur de la monnaie ; il écrivit dans son journal qu'il avait fortement recommandé à McKinley de nommer Lyman J. Gage alors le président de la First Chicago Bank,. Le département de la Marine fut confié à l'ancien représentant du Massachusetts, John Davis Long, le 30 janvier 1897. McKinley pensait initialement autoriser Long à choisir son assistant mais il y eut de nombreuses pressions sur le président pour qu'il nomme Theodore Roosevelt, un ancien membre de la législature de l'État de New York et le chef de la police de New York. McKinley y était réticent du fait du caractère de Roosevelt, « Je veux la paix et l'on m'a dit que votre ami Theodore est toujours en train de se disputer avec quelqu'un ». Il accepta néanmoins sa nomination.
En plus de celle de Sherman, McKinley fit une autre nomination à son cabinet qui se révéla mal avisée, celle du gouverneur du Michigan et ancien général, Russell Alexander Alger, au poste de secrétaire à la Guerre. Bien que compétent en temps de paix, Alger fut dépassé par le conflit avec l'Espagne. Ses erreurs mirent le département de la Guerre sous le feu des critiques et il remit sa démission au milieu de l'année 1899. Comme cela était la norme à l'époque, le vice-président Hobart n'était pas invité aux réunions du Cabinet. Il se révéla néanmoins un conseiller de valeur pour McKinley et les membres du Cabinet. Le riche vice-président loua une résidence à proximité de la Maison-Blanche ; les deux familles se rencontraient sans formalités et l'épouse du vice-président, Jennie T. Hobart, remplaçait parfois la Première dame lorsque Ida ne se sentait pas bien. Durant la plus grande partie de l'administration McKinley, George B. Cortelyou fut le secrétaire particulier du président. Cortelyou qui occupa trois fonctions dans le Cabinet de Theodore Roosevelt, joua le rôle de chef de cabinet et d'attaché de presse de McKinley.

#### Guerre contre l'Espagne dans ses colonies
Depuis des décennies, des rebelles organisaient des révoltes à Cuba pour demander une plus grande liberté et la fin de la domination coloniale de l'Espagne. En 1895, ces affrontements s'étaient transformés en une véritable guerre d'indépendance. Pour lutter contre ce soulèvement, les représailles espagnoles se firent de plus en plus dures. Celles-ci incluaient l'internement des Cubains dans des camps de concentration près des bases militaires espagnoles pour empêcher le ravitaillement des rebelles par la population. L'opinion publique américaine soutenait les demandes de liberté des Cubains et McKinley partageait son indignation concernant les politiques espagnoles. Si beaucoup de ses compatriotes demandaient une intervention armée pour libérer Cuba, McKinley privilégiait une approche pacifique et voulait négocier avec l'Espagne l'octroi de l'indépendance ou d'une plus grande autonomie pour Cuba. Les négociations entre les deux pays commencèrent en 1897 mais il devint rapidement clair que l'Espagne n'accepterait jamais l'indépendance de l'île et que les rebelles (et leurs partisans américains) ne négocieraient rien d'autre. En janvier 1898, l'Espagne promit de faire quelques concessions aux rebelles mais lorsque le consul Fitzhugh Lee rapporta que La Havane était secouée par des émeutes, McKinley accepta d'envoyer le cuirassé USS Maine sur place pour protéger les vies et les propriétés américaines. Le 15 février, l'USS Maine explosa et coula en emportant 266 marins avec lui. L'opinion publique était chauffée à blanc et les journaux demandèrent la guerre mais McKinley insista sur la création d'une commission d'enquête pour déterminer si l'explosion était accidentelle ou non. Les négociations avec l'Espagne continuèrent pendant les travaux de la commission mais le 20 mars cette dernière conclut que le cuirassé américain avait été coulé par une mine sous-marine,. Malgré les demandes grandissantes pour une déclaration de guerre au Congrès, McKinley continua de négocier pour obtenir l'indépendance cubaine. L'Espagne refusa les propositions de McKinley et le 11 avril, McKinley transféra la question au Congrès. Il ne demanda pas la guerre mais le Congrès la déclara le 20 avril et ajouta l'amendement Teller qui reniait toute intention d'annexion de Cuba.

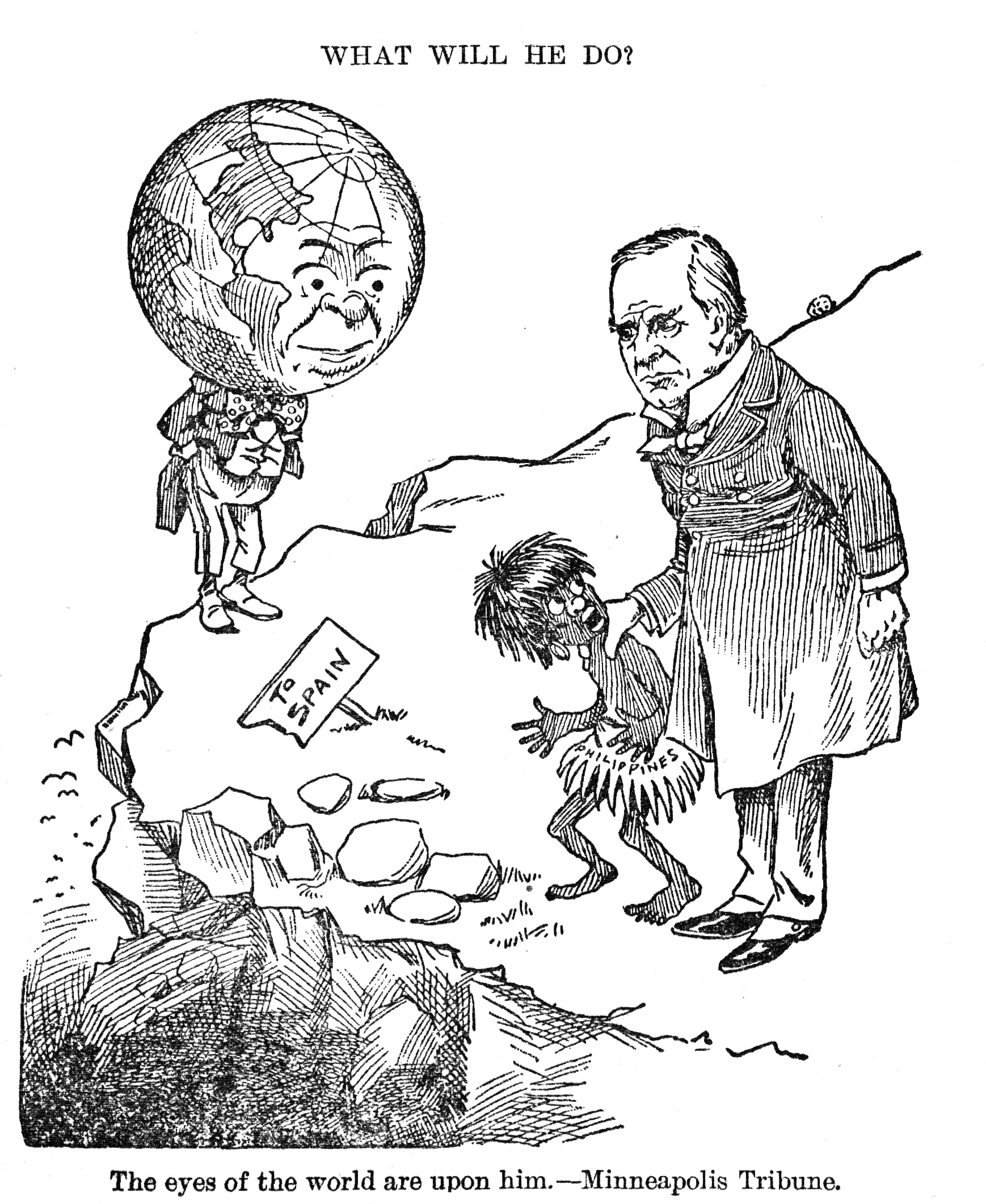
Caricature montre McKinley tenant un enfant sauvage représentant les Philippines. Le dessin insinue que le rendre à l'Espagne serait comme le jeter du haut de la falaise. Publié dans le Minneapolis Tribune en 1898.

L'expansion du télégraphe et le développement du téléphone firent que McKinley disposait d'un plus grand contrôle sur le commandement de la guerre que n'importe quel autre président avant lui et il utilisa ces technologies pour diriger autant qu'il pouvait les mouvements de l'armée et la marine. McKinley trouva qu'Alger n'était pas à la hauteur de son poste de secrétaire à la Guerre et il ne s'entendait pas très bien avec le général commandant de l'armée, Nelson Miles. Les contournant, il chercha des conseils stratégiques auprès du prédécesseur de Miles, le général John McAllister Schofield puis auprès de l'adjudant-général Henry C. Corbin. La guerre entraîna également un changement dans le Cabinet de McKinley car le président accepta la démission de Sherman de son poste de secrétaire d'État et Day le remplaça jusqu'à la fin de la guerre,.
Moins de deux semaines après le début du conflit, l'Asiatic Squadron du commodore George Dewey remporta une grande victoire lors de la bataille de la baie de Manille aux Philippines au cours de laquelle il détruisit tous les navires adverses sans déplorer la moindre perte dans ses rangs. La victoire écrasante de Dewey fit que la guerre allait également déterminer le destin des colonies espagnoles du Pacifique. Le mois suivant, McKinley augmenta les effectifs du corps expéditionnaire dans les Philippines et il donna au commandant de l'armée, le major-général Wesley Merritt, le pouvoir de mettre en place le système juridique et fiscal qui était nécessaire à une occupation de longue durée. Lorsque les troupes arrivèrent dans les Philippines à la fin du mois de juin 1898, McKinley avait décidé que l'Espagne devrait céder le contrôle de l'archipel aux États-Unis. Il déclara qu'il était ouvert à toutes les suggestions sur le sujet mais il croyait que si la guerre se prolongeait, l'opinion publique demanderait la conservation des îles comme prises de guerre.
Dans le même temps, une grande armée fut assemblée près de Tampa en Floride en prévision de l'invasion de Cuba. L'armée avait du mal à ravitailler la force toujours plus grande avant même qu'elle ne quitte les États-Unis mais en juin, Corbin était parvenu à résoudre l'essentiel de ces problèmes. Après plusieurs retards, l'armée menée par le major-général William R. Shafter, quitta la Floride le 20 juin et débarqua près de Santiago de Cuba deux jours plus tard. Après des escarmouches à Las Guasimas le 24 juin, l'armée américaine engagea les forces espagnoles le 2 juillet lors de la bataille de San Juan. Après un jour d'intenses combats, les Espagnols furent mis en déroute mais les pertes avaient été lourdes dans les deux camps. Le lendemain, la flotte espagnole des Caraïbes, qui s'abritait dans le port de Santiago quitta son mouillage mais elle fut interceptée et détruite par l'escadron de l'Atlantique Nord commandé par le contre-amiral William T. Sampson lors de la plus grande bataille navale de la guerre. Shafter mit en place le siège de la ville de Santiago qui capitula le 17 juillet, plaçant ainsi Cuba sous le contrôle effectif des États-Unis. McKinley et Miles ordonnèrent également l'invasion de Porto Rico qui fut rapidement réalisée en juillet. L'éloignement de l'Espagne et la destruction de la flotte espagnole rendaient toute contre-attaque impossible et le gouvernement espagnol commença à chercher un moyen de mettre un terme à la guerre.

#### Paix et gains territoriaux

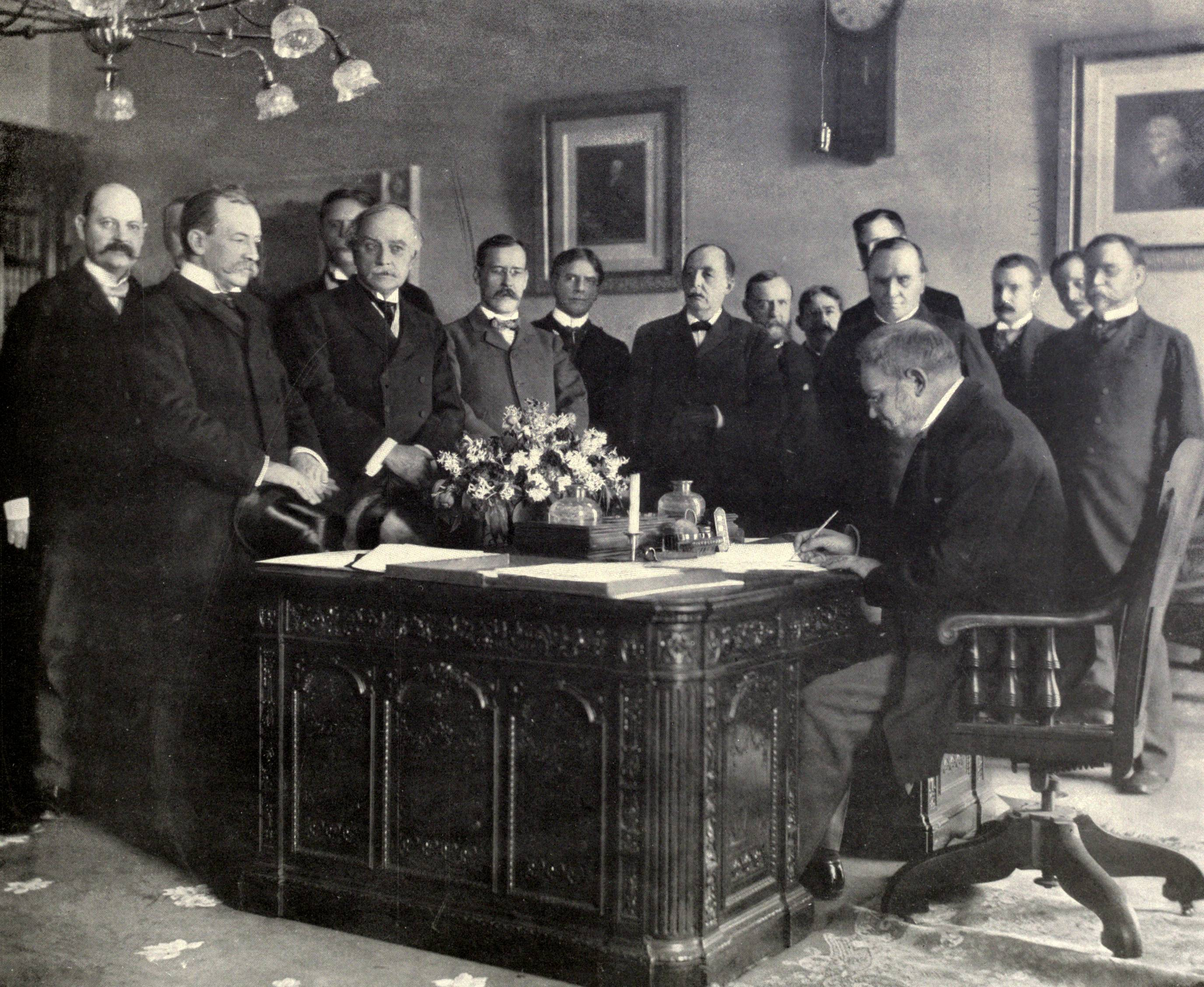
Signature du traité de Paris par Jules Cambon le 11 avril 1899 en présence de McKinley.

Le 22 juillet, les Espagnols autorisèrent Jules Cambon, l'ambassadeur français aux États-Unis à représenter l'Espagne lors des négociations de paix. Le gouvernement espagnol souhaitait initialement limiter les discussions à Cuba mais il fut rapidement forcé de reconnaître que ses autres possessions étaient également réclamées comme prises de guerre. Le Cabinet de McKinley s'accorda sur le fait que l'Espagne devait abandonner Cuba et Porto Rico mais il était divisé sur la question des Philippines ; certains voulaient annexer tout l'archipel tandis que d'autres voulaient conserver uniquement une base navale dans la zone. L'opinion publique semblait en faveur d'une annexion des Philippines mais plusieurs politiciens influents dont Bryan, l'ancien président Cleveland et la ligue anti-impérialiste récemment créée firent connaître leur opposition. McKinley proposa d'ouvrir des négociations avec l'Espagne sur la base de la libération de Cuba et de l'annexion de Porto Rico et sur le fait que le statut final des Philippines serait le sujet d'autres discussions. Il resta ferme sur cette demande malgré la détérioration de la situation militaire à Cuba causée par une épidémie de fièvre jaune au sein de l'armée américaine. L'Espagne accepta finalement un cessez-le-feu sur ces termes le 12 août et des négociations commencèrent à Paris en septembre 1898. Les discussions continuèrent jusqu'au 18 décembre et la signature du traité de Paris. Les États-Unis prenaient le contrôle de Porto Rico, des Philippines et de Guam et l'Espagne abandonnait ses revendications sur Cuba ; en échange les États-Unis offraient 20 millions de dollars à l'Espagne (environ 17,3 milliards de dollars de 2012,). McKinley eut du mal à convaincre le Sénat d'approuver le traité avec la majorité nécessaire des deux tiers. Les pressions du président et du vice-président furent finalement récompensées le 6 février 1899 lorsque le Sénat ratifia le traité par 57 voix contre 27,.
Durant la guerre, McKinley réalisa également l'annexion de la république d'Hawaï. La nouvelle république, dominée par les intérêts américains avait renversé la monarchie régnant sur l'archipel en 1893. L'administration lame-duck de Harrison avait présenté un traité d'annexion au Sénat ; après son retour à la présidence, Cleveland avait envoyé une mission spéciale dans l'archipel. Après avoir reçu son rapport, Cleveland retira le traité en avançant que la révolution ne reflétait pas la volonté des citoyens hawaïens. De nombreux Américains étaient néanmoins en faveur de cette annexion et la cause rassembla un soutien de plus en plus large alors que les États-Unis étaient engagés dans la guerre avec l'Espagne. McKinley était un partisan de l'annexion et il fit pression sur le Congrès pour qu'il adopte cette idée car il croyait que ne rien faire pourrait mener à une contre-révolution monarchique ou à une prise de contrôle par les Japonais. Anticipant les difficultés pour rassembler une majorité des deux tiers au Sénat en faveur du projet d'annexion, McKinley soutint les efforts du représentant démocrate Francis G. Newlands du Nevada pour obtenir une résolution conjointe des deux chambres du Congrès. La résolution Newlands fut votée par les deux chambres avec de larges majorités et McKinley la signa le 8 juillet 1898. Le biographe de McKinley, H. Wayne Morgan note que « McKinley était la force motrice derrière l'annexion de Hawaï et il montra une grande fermeté dans sa volonté de l'obtenir ». Le président dit à Cortelyou, « Nous avons besoin d'Hawaï tout autant, voire plus, que la Californie. C'est une destinée manifeste. ». L'île de Wake, un atoll inhabité entre Hawaï et Guam fut revendiqué par les États-Unis le 12 juillet 1898.

#### Expansion de l'influence en outre-mer

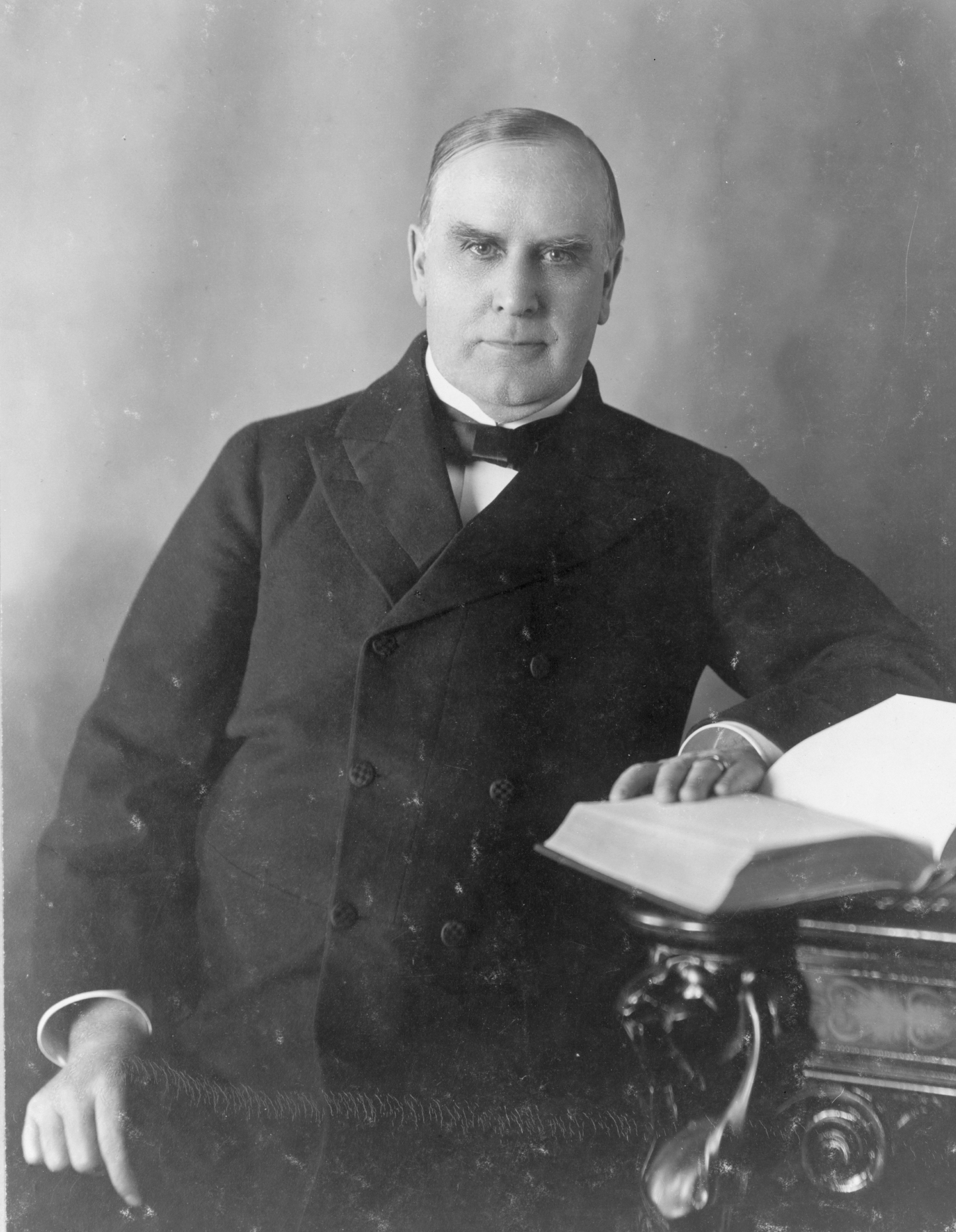
McKinley vers 1900.

En acquérant des possessions dans le Pacifique, McKinley améliora la capacité des États-Unis à commercer en Chine. Même avant le début des négociations de paix avec l'Espagne, McKinley avait demandé au Congrès de mettre en place une commission pour évaluer les opportunités commerciales dans la région et il présenta une « doctrine de la porte ouverte » dans laquelle toutes les nations commerceraient librement avec la Chine et aucune ne chercherait à violer son intégrité territoriale. Lorsque John Hay remplaça Day au secrétariat d'État à la fin de la guerre hispano-américaine, il présenta des notes à ce sujet aux puissances européennes. Le Royaume-Uni y était favorable mais la Russie s'y opposa ; la France, l'Allemagne, l'Italie et le Japon en acceptèrent le principe mais précisèrent qu'elles ne l'appliqueraient que si tous les autres pays faisaient de même.
Le commerce avec la Chine fut rapidement mis en péril par la révolte des Boxers dont l'objectif était de chasser les intérêts occidentaux hors du pays. Les Américains et les autres Occidentaux à Pékin furent assiégés et en coopération avec les autres puissances, McKinley envoya 5 000 soldats pour secourir les assiégés en juin 1900 dans le cadre de l'alliance des huit nations. Le siège fut levé le mois suivant mais plusieurs congressistes démocrates critiquèrent la décision de McKinley d'envoyer des troupes sans consulter le Congrès. Les actions de McKinley définirent un précédent et la plupart de ses successeurs exercèrent un contrôle indépendant similaire sur l'armée. Après la fin de la révolte, les États-Unis réaffirmèrent leur adhésion à la politique de la porte ouverte, qui devint la base de la politique américaine envers la Chine.
Dans les Amériques, McKinley et Hay entamèrent des négociations avec la Grande-Bretagne sur la possible construction d'un canal à travers l'Amérique centrale. Le traité Clayton–Bulwer, signé par les deux nations en 1850, interdisait un contrôle exclusif de l'un des deux pays sur un canal dans cette région. La guerre contre l'Espagne avait exposé la difficulté de maintenir une flotte dans les deux océans sans une connexion plus proche que le cap Horn. Les intérêts financiers et militaires américains étant de plus en plus présents en Asie, un canal sembla un développement essentiel et McKinley fit pression pour une renégociation du traité. Hay et l'ambassadeur britannique, Julian Pauncefote, acceptèrent l'idée que les États-Unis contrôlent un futur canal à la condition que ce dernier ne soit pas fortifié et que le passage de tous les navires soit autorisé. McKinley était satisfait par ces termes mais le Sénat les rejeta en demandant que les États-Unis soient autorisés à fortifier le canal. Hay fut embarrassé par le refus et il présenta sa démission ; McKinley la refusa et lui demanda de poursuivre les négociations jusqu'à obtenir l'accord du Sénat. Ses efforts furent couronnés de succès mais le nouveau traité ne fut rédigé et approuvé qu'après l'assassinat de McKinley en 1901.

#### Politique économique

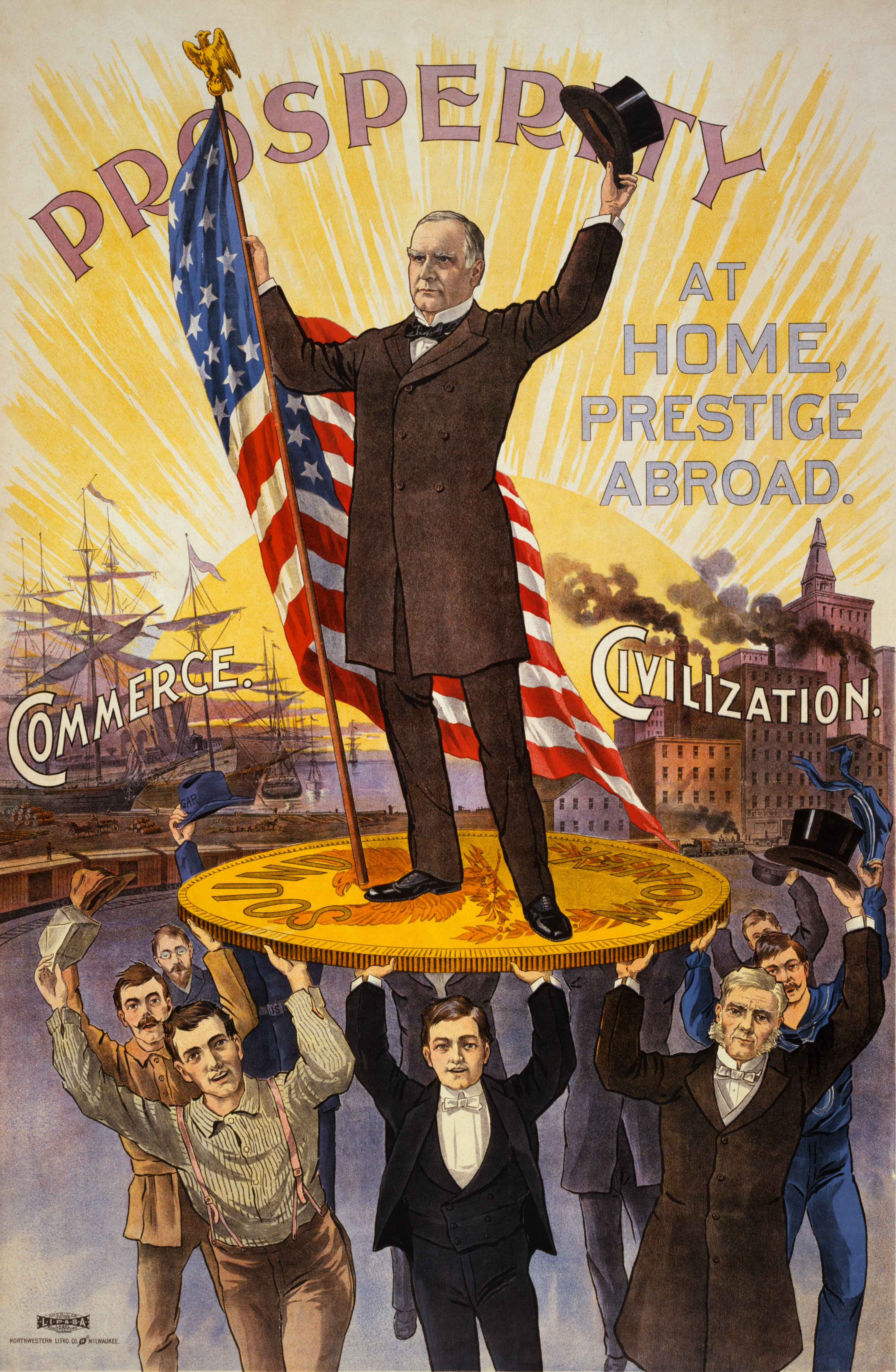
Affiche électorale de 1900 montrant McKinley debout sur l'étalon-or soutenu par des soldats, des marins, des hommes d'affaires et des ouvriers.

Deux des grandes questions de l'époque, la réforme des droits de douane et le bimétallisme devinrent imbriquées en 1897. Dingley, le président du comité des voies et moyens de la Chambre, présenta une nouvelle loi sur les droits de douane (par la suite appelée Dingley Act (en)) pour réformer le Wilson-Gorman Tariff Act (en) de 1894. McKinley défendit la loi qui augmentait les taxes sur les importations de laine, de sucre et de produits de luxe mais ces nouveaux droits de douane alarmèrent les Français qui exportaient de nombreux produits de luxe aux États-Unis. Le Dingley Act fut facilement adopté par la Chambre des représentants mais son passage au Sénat fut retardé par l'étude des objections françaises. Les diplomates français offrirent de coopérer avec les États-Unis sur la rédaction d'un accord international sur le bimétallisme si les nouveaux droits de douane étaient réduits. Cela satisfaisait les républicains partisans de l'argent au Sénat dont les voix étaient nécessaires à son passage. Le Sénat amenda la loi pour autoriser une réciprocité limitée mais sans réduire les taxes sur les produits de luxe. McKinley promulgua la loi et accepta de commencer des négociations internationales sur un accord international sur le bimétallisme.
Les diplomates américains conclurent rapidement un traité de réciprocité avec la France et les deux nations approchèrent le Royaume-Uni pour évaluer l'opinion britannique sur le bimétallisme. Le Premier ministre, Lord Salisbury, montra un certain intérêt pour l'idée et il dit à l'émissaire américain, Edward O. Wolcott (en), qu'il serait disposé à relancer la frappe de la monnaie en Inde pour émettre des pièces d'argent si le gouvernement local, dominé par les Britanniques, acceptait. Les nouvelles d'une possible sortie de l'étalon-or déclenchèrent l'opposition immédiate de ses partisans et les craintes de l'administration indienne poussèrent les Britanniques à rejeter la proposition. L'effort international en faveur du bimétallisme étant un échec, McKinley abandonna la frappe de l'argent et embrassa la cause de l'étalon-or. Même sans accord, la demande pour le bimétallisme diminua avec le retour de la prospérité et les récentes découvertes d'or dans le Yukon et en Australie augmentèrent la masse monétaire sans avoir besoin de frapper de l'argent,. En l'absence d'un accord international, McKinley défendit des lois pour adosser formellement le dollar à l'or mais ces efforts furent initialement rejetés par les partisans de l'argent au Sénat. En 1900, à l'approche d'une nouvelle campagne électorale et avec une économie en croissance, McKinley pressa le Congrès de voter une telle loi et il signa le Gold Standard Act le 14 mars 1900 avec un stylo en or.
La longue et profonde dépression qui suivit la panique de 1893 prit finalement fin en 1896 ; tous les indicateurs économiques de 1897 redevinrent positifs. Les journaux et magazines d'affaires furent remplis de rapports optimistes tout au long de 1897. Le New York Commercial du 3 janvier 1898 sonda  une grande variété d'entreprises et d'industries à l'échelle nationale et conclut, « après trois ans d'attente et de faux départs, la vague de demande a  enfin commencé à s'élever avec une constance qui ne laisse guère de doute qu'une ère de prospérité est apparue ». Le journal rapporta que le mois de janvier 1898 représente « un moment suprême dans la période de transition allant de la dépression à la prospérité relative ». Le taux de chômage, qui était de près de 20 % en 1895, tomba à 15 % en 1897 et à 8 % au début de l'année 1898. McKinley adhéra largement à l'attitude de laissez-faire que l'administration Cleveland avait eue envers les trusts. Les procureurs généraux Joseph McKenna et John W. Griggs poursuivirent certaines affaires antitrust en vertu de la Loi Sherman Antitrust et de l'affaire de la Cour suprême des États-Unis contre EC Knight Co. Néanmoins, l'administration McKinley sympathisa avec l'idée que la consolidation pourrait être bénéfique dans de nombreux cas. Le débat sur le rôle des trusts se développa tout au long de la présidence de McKinley et la question deviendra de plus en plus importante après sa présidence.
Tout au long de sa présidence, McKinley chercha à équilibrer les besoins des chefs d'entreprises et leurs employés. Plusieurs conflits sociaux eurent lieu au cours de ses deux mandats. Les travailleurs de l'industrie manufacturière, des mines et des chemins de fer étaient mécontents de leurs salaires et de leurs conditions de vie. Ils constatèrent que les propriétaires de leurs lieux de travail réduisaient leurs salaires plutôt que de recevoir des augmentations en raison des conditions économiques qui existaient dans les années 1890. En conséquence, ils réclamaient une augmentation des salaires et de meilleures conditions de travail. Sa volonté de concilier les intérêts des chefs d'entreprises et des salariés provenait de son héritage familial : son père possédait une petite entreprise et y employait des ouvriers. Sa vie dans l'Ohio façonna sa vision sur les affaires et le travail en raison des nombreuses installations de fabrication, des chemins de fer et des mines de charbon situés dans tout l'État. Par conséquent, lorsque McKinley devint président des États-Unis en 1897, il possédait une image d'équilibriste cherchant à satisfaire autant les entrepreneurs que les salariés.
Les efforts de McKinley pour maintenir la paix entre les chefs d'entreprise et leurs employés ont été largement couronnés de succès. Il n'y a pas eu de grandes crises de gestion et de travail qui ont entraîné de la violences et des meurtres, comme la grève de Homestead en 1892 ou la grève Pullman en 1894. McKinley a poursuivi ses bonnes relations avec les travailleurs tout au long de sa présidence. La signature du Dingley Act (en), qui augmenta les tarifs douaniers, eu pour effet d'embaucher davantage de personnes au sein de la population active. McKinley accrut sa position favorable auprès des syndicats en nommant divers dirigeants à des postes gouvernementaux. Terence V. Powderly (en), ancien chef des Chevaliers du travail, est devenu commissaire général à l'immigration. De plus, l'approbation du Erdman Act (en) de 1898, qui a créé un mécanisme de médiation des conflits salariaux sur les chemins de fer interétatiques, ainsi que le soutien à l'expulsion des travailleurs chinois ont encouragé les dirigeants syndicaux. McKinley a en outre indiqué son soutien au travail en tenant des réunions régulières et cordiales avec Samuel Gompers, président de la Fédération américaine du travail. Sa seule action présidentielle qui bouleversa les travailleurs fut le recours aux troupes fédérales pour maintenir l'ordre lors d'une grève des mineurs à Coeur d'Alene dans l'Idaho, en 1899. Cependant, il n'y a eu aucun morts ni blessés et ce ne fut pas suffisant pour détourner les syndicats de McKinley, en raison du patriotisme général de la plupart des ouvriers pendant la guerre hispano-américaine,,.

#### Droits civiques
Dans le sillage de l'élection de McKinley en 1896, les Afro-Américains espéraient obtenir des avancées en faveur d'une plus grande égalité. Alors qu'il était gouverneur, McKinley avait dénoncé la pratique du lynchage et la plupart des Afro-américains qui pouvaient voter le firent en sa faveur en 1896. La priorité de McKinley était néanmoins de mettre un terme au sectionalisme et ils furent déçus par ses politiques et ses nominations. Si McKinley avait nommé quelques Afro-américains à des postes gouvernementaux subalternes et avait été félicité pour cela, les nominations étaient moins nombreuses que sous les précédentes administrations républicaines. Blanche K. Bruce, un Afro-américain qui avait été sénateur du Mississippi durant la Reconstruction fut nommé greffier du département du Trésor, un poste qui était généralement attribué à un afro-américain par les présidents républicains. McKinley nomma plusieurs receveurs des postes noirs mais lorsque les Blancs protestèrent contre la nomination de Justin W. Lyons en tant que receveur des postes d'Augusta en Géorgie, McKinley lui demanda de démissionner ; il remplaça par la suite Bruce à sa mort en 1898. Le président nomma cependant George B. Jackson, un ancien esclave, au poste de percepteur des douanes de Presidio au Texas. Les Afro-Américains des États du Nord considéraient néanmoins que leur contribution à l'élection de McKinley était négligée car peu d'entre eux furent nommés dans son administration.

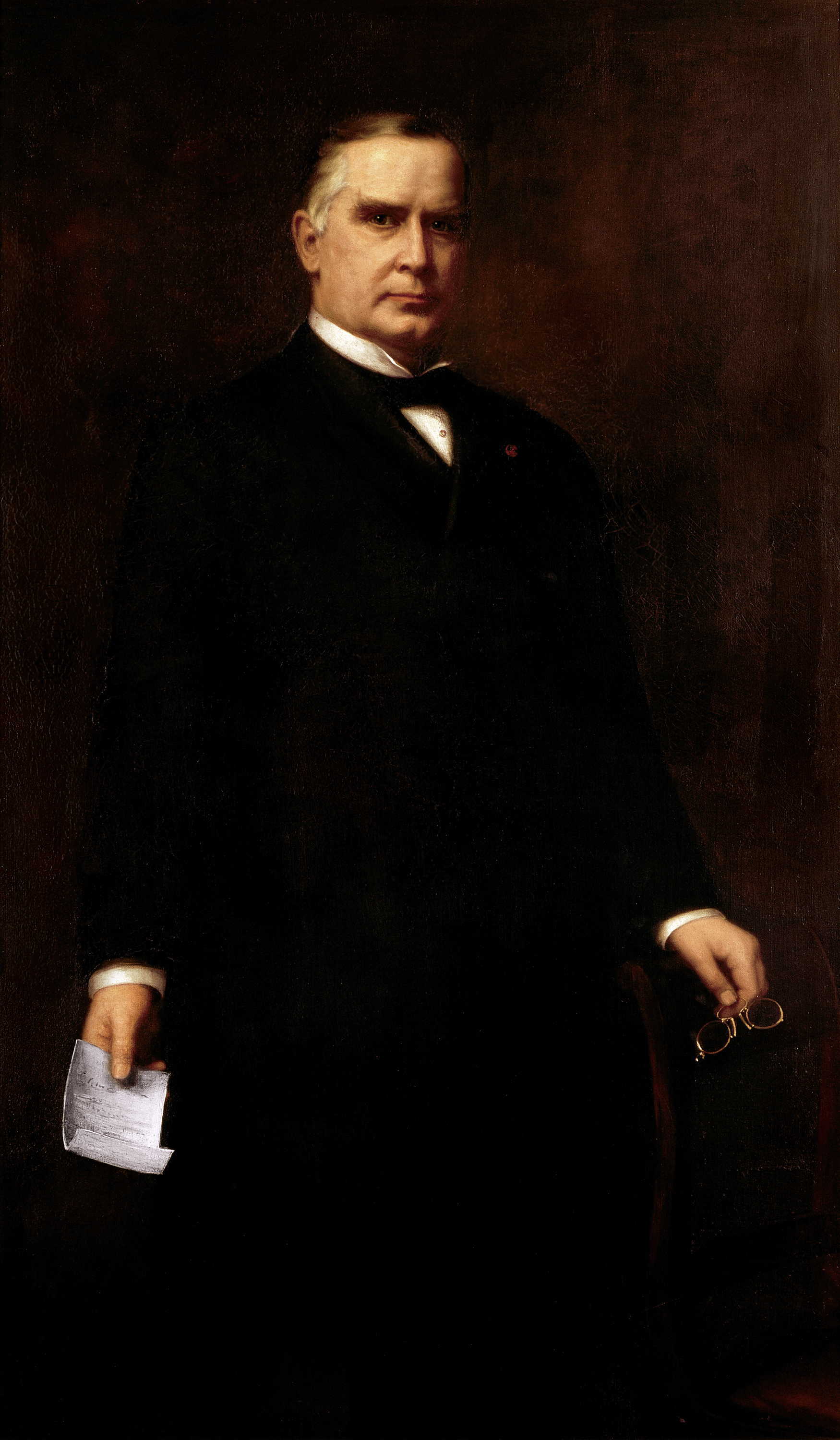
Portrait officiel de McKinley par August Benziger.

Les réponses de l'administration aux violences raciales furent minimales et McKinley perdit le soutien des Noirs. Lorsque des receveurs des postes noirs furent agressés à Hogansville en Géorgie en 1897 et à Lake City en Caroline du Sud l'année suivante, McKinley ne publia aucune lettre de condamnation. Si les meneurs noirs critiquèrent McKinley pour son inaction, ses partisans répondirent que le président avait peu de pouvoir d'intervention. Les critiques réagirent en avançant qu'il pouvait au moins condamner publiquement de tels agissements comme l'avait fait Harrison.
Selon l'historien Clarence A. Bacote, « avant la guerre hispano-américaine, les Noirs considéraient McKinley le meilleur ami qu'ils aient jamais eu ». Les Afro-Américains virent le déclenchement de la guerre de 1898 comme une opportunité pour démontrer leur patriotisme et les soldats noirs se battirent courageusement à El Caney et San Juan. Sous la pression des meneurs noirs, McKinley demanda au département de la Guerre de nommer des officiers afro-américains à des grades supérieurs à celui de lieutenant. L'héroïsme de ces soldats n'apaisa pas les tensions raciales dans le Sud et la seconde moitié de l'année 1898 fut marquée par plusieurs épisodes de violences raciales : 11 Afro-américains furent tués lors d'émeutes à Wilmington en Caroline du Nord. McKinley visita le Sud à la fin de l'année 1898 pour apaiser les sentiments séparatistes. Outre une visite au Tuskegee Institute et une rencontre avec le militant Booker T. Washington, il fit un discours à la législature de Géorgie et visita les mémoriaux confédérés. Il ne mentionna cependant pas les tensions ou les violences raciales. Si le président fut ovationné par les Blancs du Sud, de nombreux Afro-américains, exclus des cérémonies, se sentirent oubliés dans les actes et les paroles de McKinley,,.
Selon Lewis L. Gould (en) et le biographe Phillips, étant donné le climat politique dans le Sud où les législatures votaient des lois ségrégationnistes comme celle confirmée dans l'affaire Plessy v. Ferguson, McKinley avait peu de moyens pour améliorer les relations entre les communautés et il fit mieux que certains de ses successeurs comme Theodore Roosevelt, qui doutait de l'égalité raciale, ou Woodrow Wilson qui était un partisan de la ségrégation. Néanmoins, Gould conclut que « McKinley manqua de vision pour dépasser les préjugés de son temps et offrir un meilleur avenir à tous les Américains, ».

#### Administration et nominations judiciaires

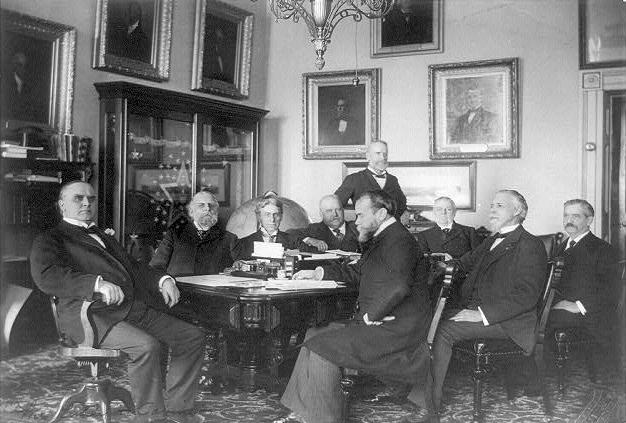
Le Cabinet de McKinley en 1898
Extrême-gauche : William McKinley.
De gauche à droite derrière la table : Lyman J. Gage, John W. Griggs, John D. Long, James Wilson (debout) et Cornelius N. Bliss.
De gauche à droite devant la table : John Hay, Russell Alexander Alger et Charles E. Smith

Après le départ à la retraite du juge assesseur Stephen Johnson Field (en), McKinley nomma le procureur général Joseph McKenna à la Cour suprême en décembre 1897. Ce choix déclencha une certaine controverse car les critiques de McKenna au Sénat avancèrent qu'il était trop proche des intérêts des compagnies ferroviaires et qu'il manquait de qualifications pour le poste. Malgré les objections, la nomination de McKenna se fit à l'unanimité. McKenna répondit aux critiques concernant son éducation juridique en suivant des cours à la Columbia Law School durant les mois qui précédèrent sa prise de fonction. En plus de cette nomination à la Cour suprême, McKinley nomma six juges dans des cours d'appel fédérales et 28 autres dans des cours de district.

### Élection de 1900

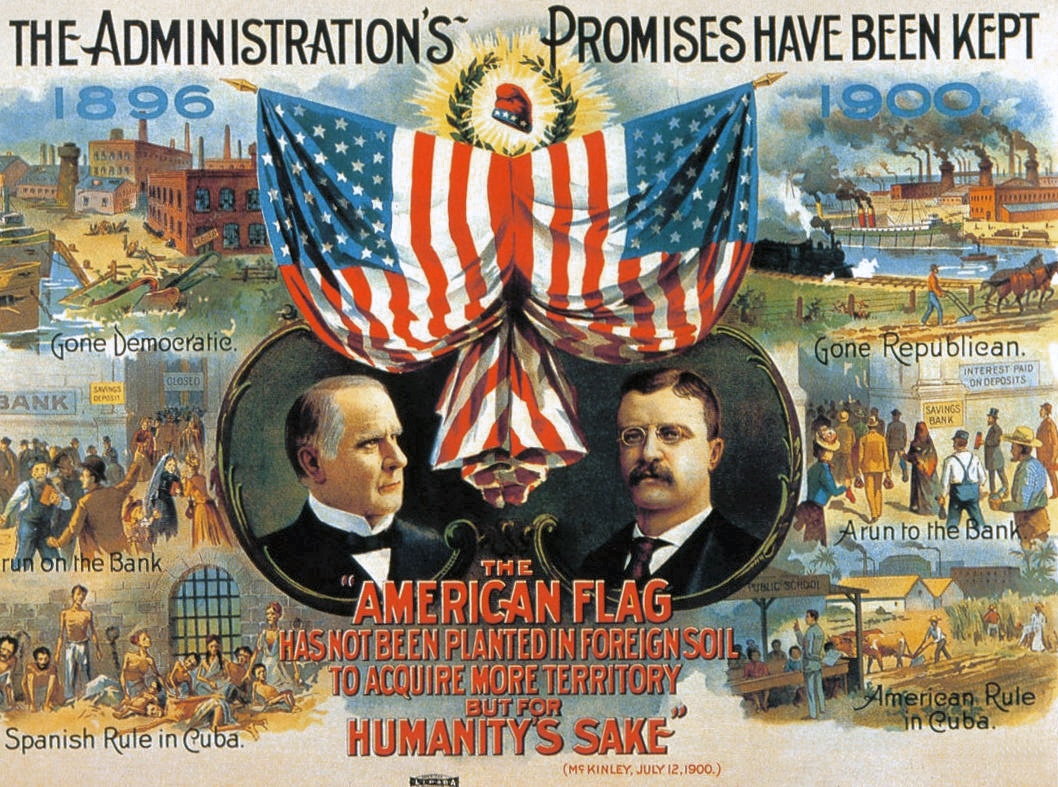
Les promesses de l'administration ont été tenues. Affiche de 1900 pour la liste McKinley/Roosevelt.

Les républicains remportèrent la plupart des élections locales et fédérales en 1899 et McKinley était confiant sur ses chances de réélection en 1900. La popularité de McKinley durant son premier mandat lui assura la nomination de son parti à l'unanimité. La seule question de la convention concernait le choix du candidat à la vice-présidence car Hobart était mort de la grippe en novembre 1899. McKinley avait initialement envisagé Elihu Root, qui avait succédé à Alger au poste de secrétaire à la Guerre mais il jugea que Root faisait un trop bon travail au département de la Guerre pour le changer de poste. Il considéra également d'autres candidats comme Allison et le secrétaire à l'Intérieur, Cornelius Newton Bliss, mais aucun n'était aussi populaire que l'étoile montante du parti républicain, Theodore Roosevelt. Après une courte période en tant que secrétaire adjoint à la marine, Roosevelt avait démissionné et formé un régiment de cavalerie volontaire qui combattit vaillamment à Cuba et Roosevelt rentra aux États-Unis couvert de gloire. Après avoir été élu gouverneur de l'État de New York en 1898, Roosevelt visait la présidence. De nombreux partisans le recommandèrent à McKinley et Roosevelt considérait que cela serait un excellent tremplin pour l'élection présidentielle de 1904. McKinley ne se prononça pas en public sur la question mais Hanna était fermement opposé au gouverneur de New York qu'il jugeait trop impulsif. Cette opinion fut cependant sapée par les efforts des boss politiques comme le sénateur de New York, Thomas C. Platt, qui cherchaient à se débarrasser du gouverneur réformateur en le faisant devenir vice-président.
À l'ouverture de la convention républicaine à Philadelphie, aucun des candidats à la vice-présidence ne semblait clairement se détacher mais Roosevelt disposait de la plus grande base partisane dans le pays. McKinley affirma que le choix appartenait à la convention et non à lui. Le 21 juin, McKinley et Roosevelt furent élus à l'unanimité dès le premier tour. La convention démocrate fut organisée un mois plus tard à Kansas City et William Jennings Bryan fut facilement choisi après le retrait du héros de la guerre hispano-américaine, George Dewey ; l'élection de 1900 fut donc une répétition de celle de 1896. Les candidats étaient les mêmes mais les sujets de préoccupation avaient évolué ; le bimétallisme était encore une question importante mais les républicains mirent l'accent sur la victoire contre l'Espagne et sur la prospérité du pays qui selon eux favorisaient leur parti,. Les démocrates savaient que la guerre avait été populaire, même si l'impérialisme était critiqué, et ils se concentrèrent donc sur la question des monopoles et des puissances financières en représentant McKinley comme un serviteur du capital et des grandes compagnies,. Comme en 1896, Bryan se lança dans une tournée dans tout le pays tandis que McKinley resta chez lui ; le seul discours qu'il donna fut celui dans lequel il acceptait sa nomination et Roosevelt devint le principal orateur de sa campagne. La campagne de Bryan ne parvint pas à enthousiasmer les électeurs comme elle l'avait fait en 1896 et McKinley ne douta jamais de sa réélection,. Le 6 novembre 1900, McKinley remporta la plus large victoire pour un républicain depuis 1872. Bryan n'arriva en tête que dans quatre États en dehors du Solid South et McKinley arriva même en tête dans le Nebraska dont Bryan était représentant.

### Second mandat et assassinat

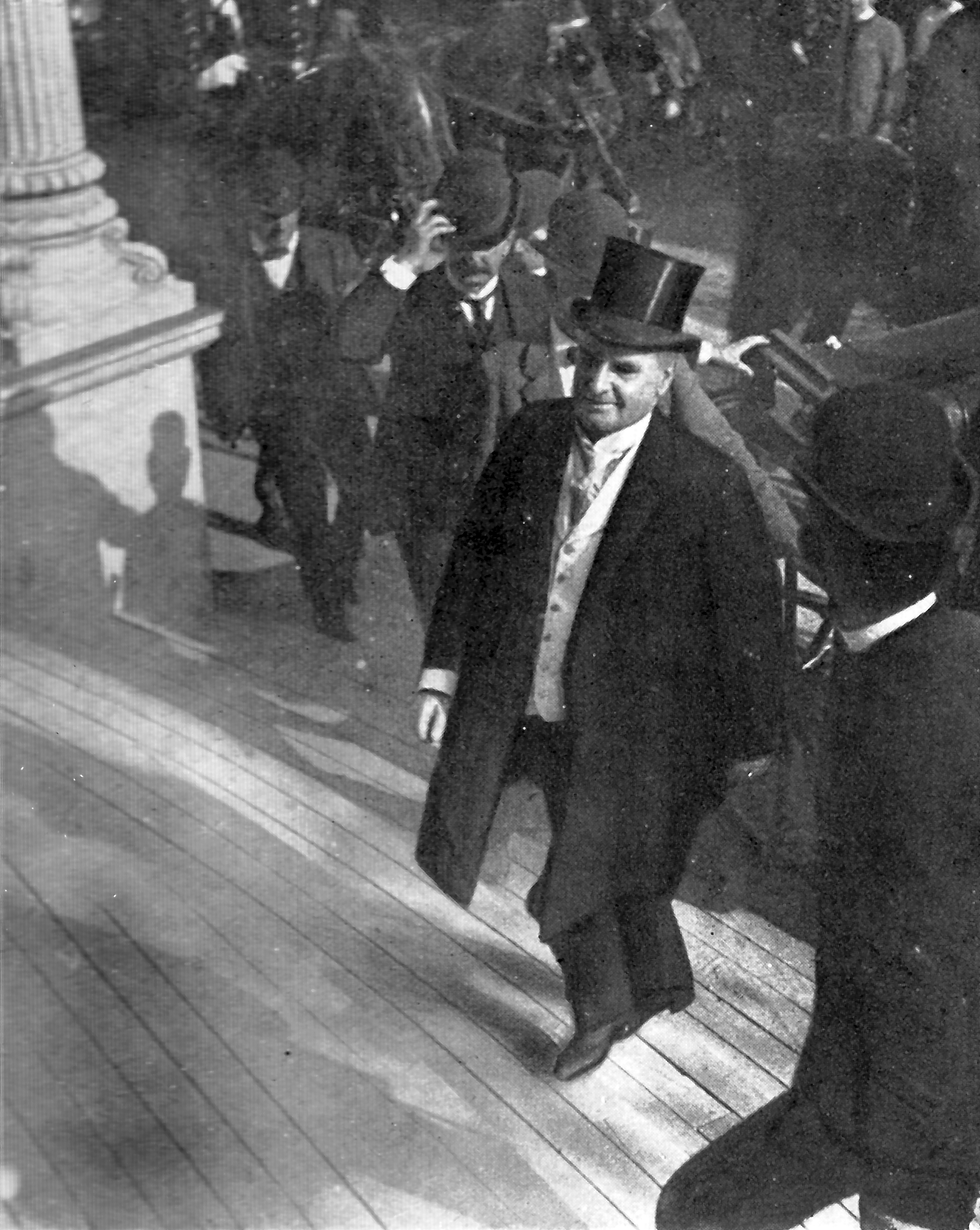
Dernière photographie prise de McKinley alors qu'il monte les marches du Temple of Music.

Peu après la seconde cérémonie d'investiture le 4 mars 1901, William et Ida McKinley entreprirent une tournée de six semaines dans le pays. La Première dame étant tombée malade en Californie, la visite de l'exposition pan-américaine à Buffalo, initialement prévue le 13 juin, fut repoussée à septembre.
Le 5 septembre 1901, le président donna un discours devant 50 000 personnes à l'exposition pan-américaine se déroulant à Buffalo,. Dans la foule, l'anarchiste Leon Czolgosz voulait assassiner McKinley mais renonça car il n'était pas certain de toucher sa cible. Il revint le lendemain dans le Temple of Music de l'exposition, où il tira deux balles dans l'abdomen du président.
McKinley, mal soigné sur place, sembla d'abord se remettre de ses blessures mais son état se dégrada dans les jours qui suivirent. Il mourut le 14 septembre 1901 à 2 h 15. Theodore Roosevelt était rapidement rentré à Buffalo à cheval et en train et il prêta serment dans l'après-midi dans la maison de son ami, Ansley Wilcox (en), auquel il avait emprunté des vêtements plus formels. Il jura de poursuivre le programme politique de McKinley. Czolgosz fut condamné à mort le 26 septembre et électrocuté le 29 octobre 1901.

### Funérailles et hommages

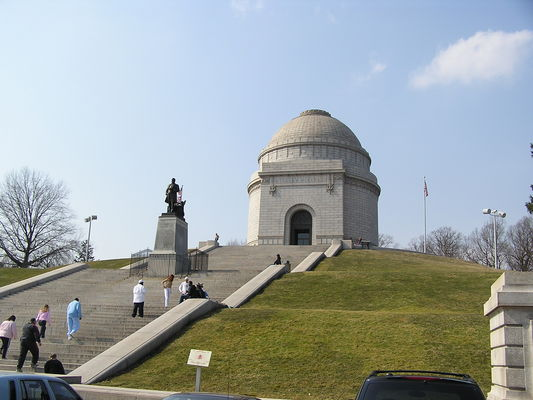
Mausolée de McKinley à Canton.

Selon Gould (en), « la nation fut traversée par un fort sentiment de culpabilité à l'annonce de la mort de McKinley ». Le cercueil du président fut envoyé à Washington où il fut placé dans l’East Room de la Maison-Blanche. Sa dépouille fut ensuite exposée dans la rotonde du Capitole où près de 100 000 personnes, dont certaines avaient attendu durant des heures sous la pluie, lui rendirent un dernier hommage. Le cercueil fut ensuite transféré dans le palais de justice de Canton où un nombre équivalent de personnes défila devant la dépouille de McKinley. Le 19 septembre, une cérémonie funéraire fut organisée dans l'église presbytérienne où il s'était marié et le cercueil fut scellé et emmené dans la maison des McKinley où ses proches lui rendirent un dernier hommage. En attendant la construction d'un mémorial, le cercueil fut placé dans un caveau du cimetière de West Lawn à Canton.

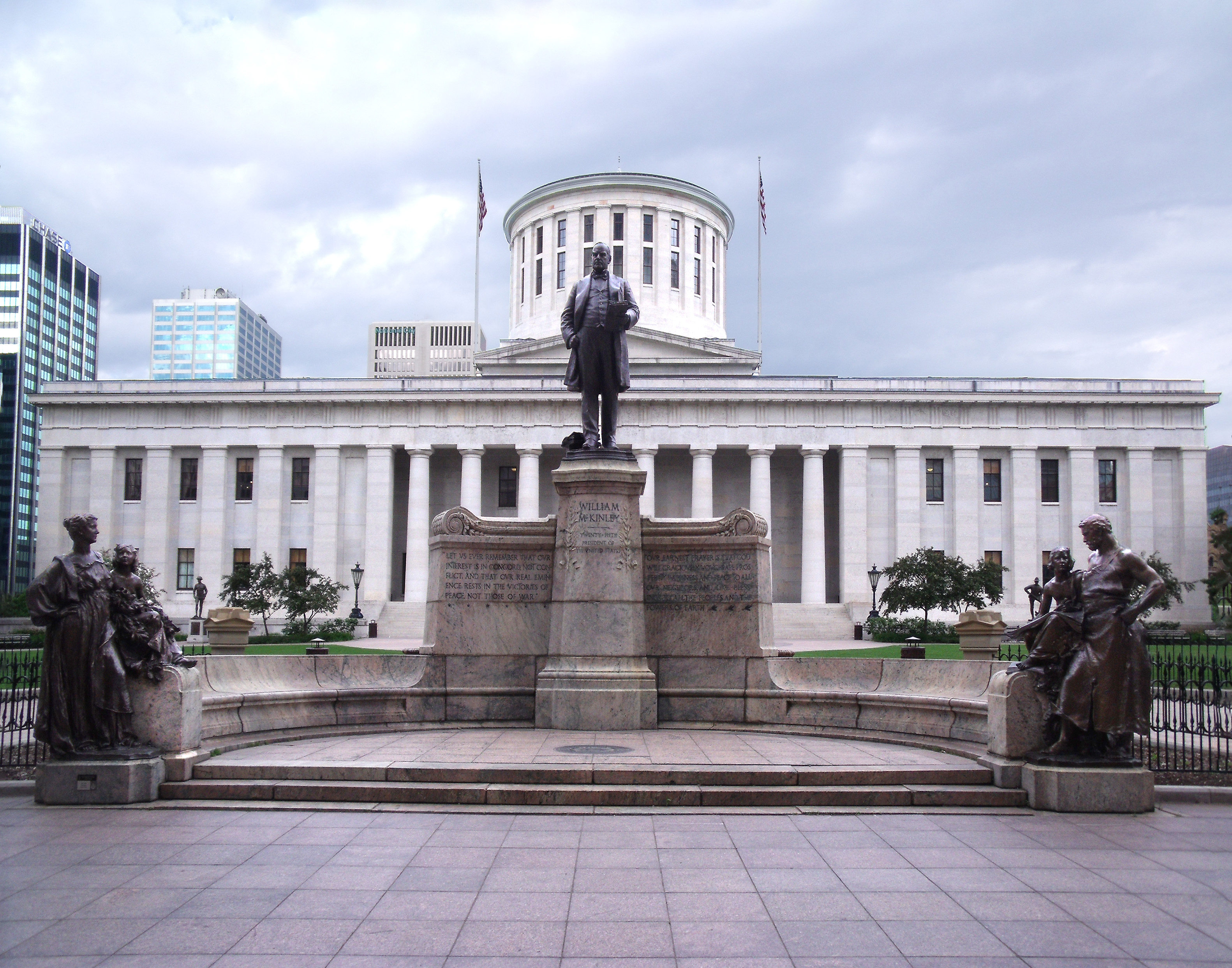
Statue de McKinley réalisée par Hermon Atkins MacNeil devant le capitole de l'Ohio à Columbus.

Un mémorial McKinley est inauguré à Canton par le président Theodore Roosevelt le 30 septembre 1907. Il fut financé par des dons à hauteur de 500 000 dollars.
De nombreux autres sites rendent hommages à l'ancien président. Un mémorial a été construit dans sa ville natale de Niles et 20 écoles de l'Ohio portent son nom. Près d'un million de dollars de dons privés et de fonds publics furent alloués pour la construction de mémoriaux dédiés à McKinley dans l'année qui suivit sa mort. D'après Phillips, le nombre et l'importance des mémoriaux dans l'Ohio témoigne de l'attachement des habitants de l'État à McKinley, qui le classeraient parmi les grands présidents. Le mont McKinley en Alaska, officiellement appelé Denali entre 2015 et 2025, plus haut sommet d'Amérique du Nord, fut nommé en son honneur en 1897, probablement pour des raisons politiques.

## Héritage
Selon son biographe H. Wayne Morgan, McKinley est mort en étant le président le plus aimé dans l'histoire. Néanmoins, le jeune et enthousiaste Roosevelt attira rapidement l'attention du peuple après la mort de son prédécesseur. Le nouveau président fit peu d'efforts pour négocier les traités de réciprocité commerciale voulus par McKinley. L'intérêt public pour Roosevelt au cours de ses sept années et demi de présidence fit quelque peu oublier le souvenir de McKinley et dans les années 1920, selon Gould (en), l'administration McKinley était considérée comme un « prélude médiocre à l'énergie et la vigueur de celle de Roosevelt ». À partir des années 1950, les évaluations devinrent plus favorables mais il est généralement placé dans le milieu du classement des présidents américains. Morgan suggère que ce rang moyen est lié à la perception des historiens selon laquelle si de nombreuses décisions de la présidence de McKinley affectèrent profondément le futur du pays, il a plus suivi l'opinion générale qu'il ne l'a menée.
La plupart des historiens sont d'accord sur le fait que l'élection de McKinley eut lieu à un moment charnière entre deux périodes politiques qualifiées de « troisième » et « quatrième systèmes de parti ». L'historien Daniel P. Klinghard avança que le contrôle personnel de McKinley sur la campagne de 1896 lui donna l'opportunité de réformer la présidence, plutôt que de simplement suivre la plateforme de son parti, en se présentant comme la voix du peuple. Plus récemment, certains historiens, comme David Mayhew, ont remis en question l'idée qu'un profond réalignement politique ait eu lieu en 1896 et donc le rôle de McKinley en tant que personnage clé de cette évolution. L'historien Michael J. Korzi a avancé en 2005 que s'il est tentant de voir McKinley comme le personnage central de la transition d'un pouvoir contrôlé par le Congrès à celui d'un président fort, ce changement fut en fait un processus lent qui dura de la fin du XIXe au début du XXe siècle.
Phillips écrit que le rang moyen de McKinley est injuste et qu'il devrait être classé juste derrière les grands présidents comme Washington ou Lincoln. Il cite les succès de McKinley dans la création d'une coalition électorale qui permit aux républicains de rester au pouvoir durant près de 30 ans. Phillips considère que l'héritage de McKinley sont les hommes qu'il plaça dans son administration et qui dominèrent le parti républicain durant plus d'une génération. Parmi ceux-ci figurent Cortelyou qui occupa trois postes dans le Cabinet de Roosevelt et Dawes qui devint vice-président sous Coolidge. De même, Day fut nommé à la Cour suprême par Roosevelt et y resta près de 20 ans et William Howard Taft, que McKinley nomma gouverneur général des Philippines, succéda à Roosevelt en tant que président.
L'aspect le plus controversé de la présidence de McKinley fut l'expansion territoriale des États-Unis et la question de l'impérialisme car en dehors des Philippines qui obtinrent leur indépendance en 1946, tous les territoires acquis sous McKinley sont restés américains. L'expansion territoriale de 1898 est souvent considérée par les historiens comme le début de l'impérialisme américain.
L'assassinat de McKinley poussa notamment le Congrès américain à confier la protection des hautes personnalités au Secret Service, rôle qu'il continue d'assurer de nos jours.
Donald Trump lui rend hommage dans son second discours d'investiture, le 20 janvier 2025, il s'en inspire quand il propose d'instaurer des tarifs douaniers, et mène lui aussi une politique protectionniste et impérialiste, oubliant ou ignorant qu'avant d'être assassiné, McKinley avait changé d'avis et été revenu sur ses mesures douanières et commerciales agressives : comme le rappelle Pascal Riché dans Le Monde le 3 avril 2025, le 5 septembre 1901, McKinley, dans un discours tenu à Buffalo (État de New York) dans un salon commercial international, expliquait  : « Nous ne devons pas nous reposer sur le sentiment illusoire de sécurité qui consiste à croire que nous pouvons toujours vendre tout, et acheter peu ou rien. (…) L’expansion de notre commerce et de notre industrie est la question urgente. Les guerres commerciales sont stériles. Une politique de bonne volonté et de relations commerciales amicales empêchera les représailles. Les traités de réciprocité sont en harmonie avec l’esprit du temps ; les mesures de représailles ne le sont pas ».

## Distinctions
Il est le premier lauréat d'un doctorat honoris causa de l'université de Chicago, le 17 octobre 1898.